# Gabón
Gabón, oficialmente la República Gabonesa (en francés: République gabonaise), es un país situado en la costa oeste de África central. Limita con Guinea Ecuatorial y Camerún al norte, la República del Congo al este y sur y con el océano Atlántico al oeste. Tiene un área de 267 667 km², y su población se estima en 2,3 millones de personas. Su capital y mayor ciudad es Libreville.
Desde su independencia de Francia el 17 de agosto de 1960, la República ha estado gobernada por tres presidentes. De ellos, El Hadj Omar Bongo estuvo en el poder de 1967 hasta su muerte en 2009, siendo el dignatario africano que más tiempo ha estado en el cargo. A principios de los 90, el Gobierno introdujo un sistema multipartidista con una constitución democrática que permitía un proceso electoral más transparente, además de reformar numerosas instituciones gubernamentales. Gabón ha sido también miembro no permanente del Consejo de Seguridad de las Naciones Unidas. Gabón ha tenido cuatro presidentes. En la década de 1990, introdujo un sistema multipartidista y una constitución democrática que tenía como objetivo un proceso electoral más transparente y reformó algunas instituciones gubernamentales. A pesar de ello, el Partido Democrático Gabonés (PDG) siguió siendo el partido dominante hasta su salida del poder durante el golpe de Estado gabonés de 2023.
La abundancia de petróleo y la inversión privada extranjera hacen de Gabón uno de los países más prósperos de África subsahariana, siendo el 4° con mayor índice de desarrollo humano y el tercero según el PIB per cápita, tras Guinea Ecuatorial y Botsuana. Su PIB creció más de un 6 % anual en el periodo de 2010 a 2012. No obstante, debido al desigual reparto de la riqueza, una proporción mayoritaria de la población gabonesa sigue siendo pobre económicamente. Los gaboneses también tienen que hacer frente al deterioro del acceso a la atención sanitaria (ahora se requiere un depósito de 300 000 francos CFA para ingresar en el hospital), a la deficiencia de los servicios públicos o a los cortes de electricidad recurrentes. El país se reincorporó a la Organización de Países Exportadores de Petróleo el 1 de julio de 2016, tras haberse retirado en 1995.

## Etimología del nombre
El nombre de «Gabón» procede del portugués gabão, que significa «gabán», ya que esa es la forma del estuario del río Komo en Libreville.

## Historia

### Historia geológica y paleontológica
En Gabón se encuentran los rastros de vida multicelular más antiguos conocidos hasta la fecha. Se remontan a 2.100 millones de años y fueron descubiertas en la región de Franceville en 2008. En junio de 2014, el CNRS anunció el descubrimiento de nuevos fósiles macroscópicos de hasta 17 cm de tamaño y confirmó la edad del depósito fósil en 2.100 millones de años.

### Prehistoria y protohistoria
Existen pruebas de asentamientos prehistóricos en Gabón que se remontan a 400.000 años. Los pigmeos actuales, que se cree que surgieron de este asentamiento, son los primeros habitantes conocidos de lo que hoy es Gabón. Cazadores-recolectores, se establecieron unos 5.000 años antes de nuestra era. Les siguió una oleada de colonos bantúes. Dado que los propios bantúes abandonaron la zona saheliana de desecación hace 5.000 años, su expansión hacia el sur y el este data de entre 1.000 y 2.000 a. C. A diferencia de los pigmeos, los pueblos bantúes eran semisedentarios y practicaban la ganadería; también dominaban la metalurgia desde el primer milenio antes de Cristo. Cuando llegaron a Gabón, encontraron una población de pigmeos en el lugar.
En 2021, las piedras talladas descubiertas en el yacimiento de Elarmékora fueron datadas indirectamente en al menos 650.000 años. La datación se basa en muestras de suelo tomadas desde la superficie hasta el estrato donde se encontraban las piedras, datadas por los nucleidos cosmogénicos 26Al y 10Be.
Según las evidencias arqueológicas, Gabón ha estado habitado desde hace al menos 10 000 años. Los primeros habitantes de zona fueron los pigmeos, sustituidos y absorbidos más tarde por tribus bantúes.

### Colonización francesa
Los primeros europeos en llegar a Gabón fueron comerciantes portugueses, que llegaron a la región en el siglo XV; en el siglo siguiente llegaron comerciantes neerlandeses, franceses y británicos. En el siglo XVIII se formó un reino llamado Orungu.
Gabón se convirtió en protectorado francés gracias a los tratados firmados por Francia con varios jefes de las tribus locales en 1839 y 1841. La capital fue fundada por esclavos liberados por las autoridades francesas de un navío brasileño. Estos esclavos liberados fundaron un asentamiento al que pusieron por nombre Libreville («ciudad libre» en francés).
En 1875, el explorador francés Pierre Savorgnan de Brazza capitaneó su primera misión a la zona de Gabón−Congo. Fundó la ciudad de Franceville antes de convertirse en gobernador de la colonia. Cuando Francia ocupó lo que hoy es Gabón en 1885, varios grupos bantúes vivían en el área.

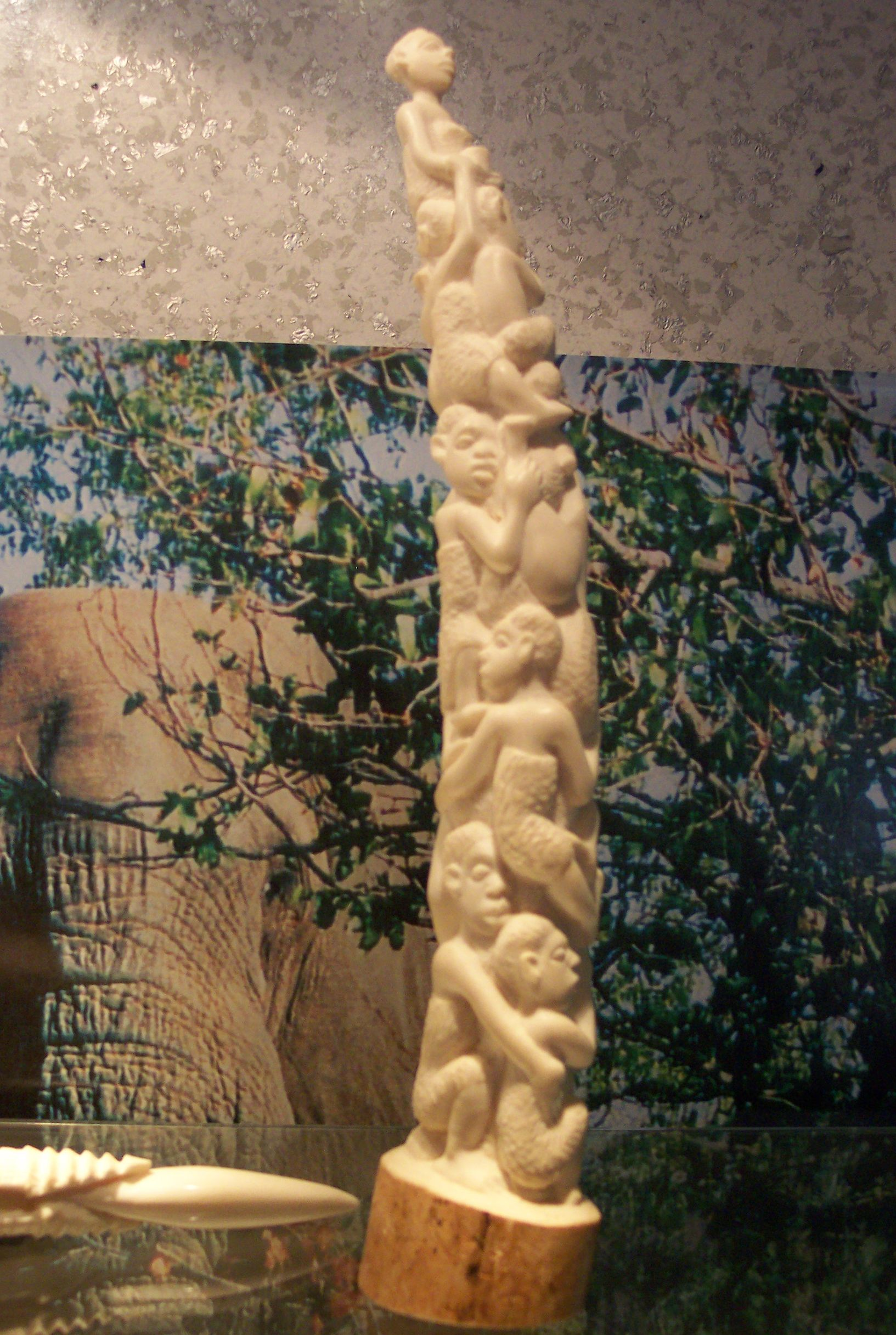
Trabajo en Marfil de Gabón

El valor de la colonia para Francia consistía principalmente en los yacimientos naturales de caucho, importante para las industrias del caucho y de guerra. Cuando la presión indirecta para recaudar el caucho mediante impuestos no era suficiente, los franceses recurrían al trabajo forzado. Durante la Primera Guerra Mundial, se reclutaron soldados y porteadores en Gabón -como en las demás colonias francesas-, se intensificó el trabajo forzado y aumentó la presión para recaudar caucho. Como consecuencia, varias zonas de Gabón sufrieron hambrunas. En la década siguiente, las medidas coercitivas de la administración colonial también provocaron hambrunas en varias ocasiones, con miles de muertos en un país que hasta entonces había podido alimentar a su población. Hasta la década de 1920, se produjeron repetidos levantamientos de diferentes pueblos gaboneses contra el dominio colonial. Sin embargo, estos levantamientos, limitados regionalmente y no coordinados a escala nacional, fueron sofocados fácilmente por el ejército colonial.
En 1910, Gabón pasó a ser uno de los cuatro territorios del África Ecuatorial Francesa, una federación que existió hasta 1959. Estos territorios se independizaron el 17 de agosto de 1960.
Tras la Primera Guerra Mundial y el fin del auge del caucho (que no había reportado ningún beneficio a la población local), éste fue sustituido cada vez más por la madera, especialmente la de okoumé, como producto de exportación. Dentro del África Ecuatorial francesa, el Gabón autónomo se consideraba una «colonia rica». Esta relativa prosperidad y el temprano inicio de la labor misionera hicieron que en los años veinte ya existiera en Gabón una clase media africana europeizada y surgieran los inicios de un movimiento nacional. El órgano de este movimiento era la revista L'Echo gabonais. Además, existían algunas "asociaciones de apoyo", estructuradas en parte según criterios étnicos y apoyadas, por ejemplo, por los mpongwe o los fang.
Durante la Segunda Guerra Mundial, la administración colonial de Gabón estuvo inicialmente del lado de la Francia de Vichy y, como última subcolonia del África Ecuatorial francesa, sólo se unió a la Francia Libre del general Charles de Gaulle en noviembre de 1940, bajo la presión de la flota británica. En 1944, bajo el liderazgo de De Gaulle, se celebró en Brazzaville, en el vecino Congo francés, la famosa «Conferencia de Brazzaville, en la que se decidió una reorganización completa de la relación de Francia con sus colonias. Como resultado, la «madre patria» también declaró a Gabón territorio francés de ultramar y abolió el trabajo forzado. Gabón también puede enviar representantes a la Asamblea Nacional Francesa.

### Gabón independiente

#### Era M'ba

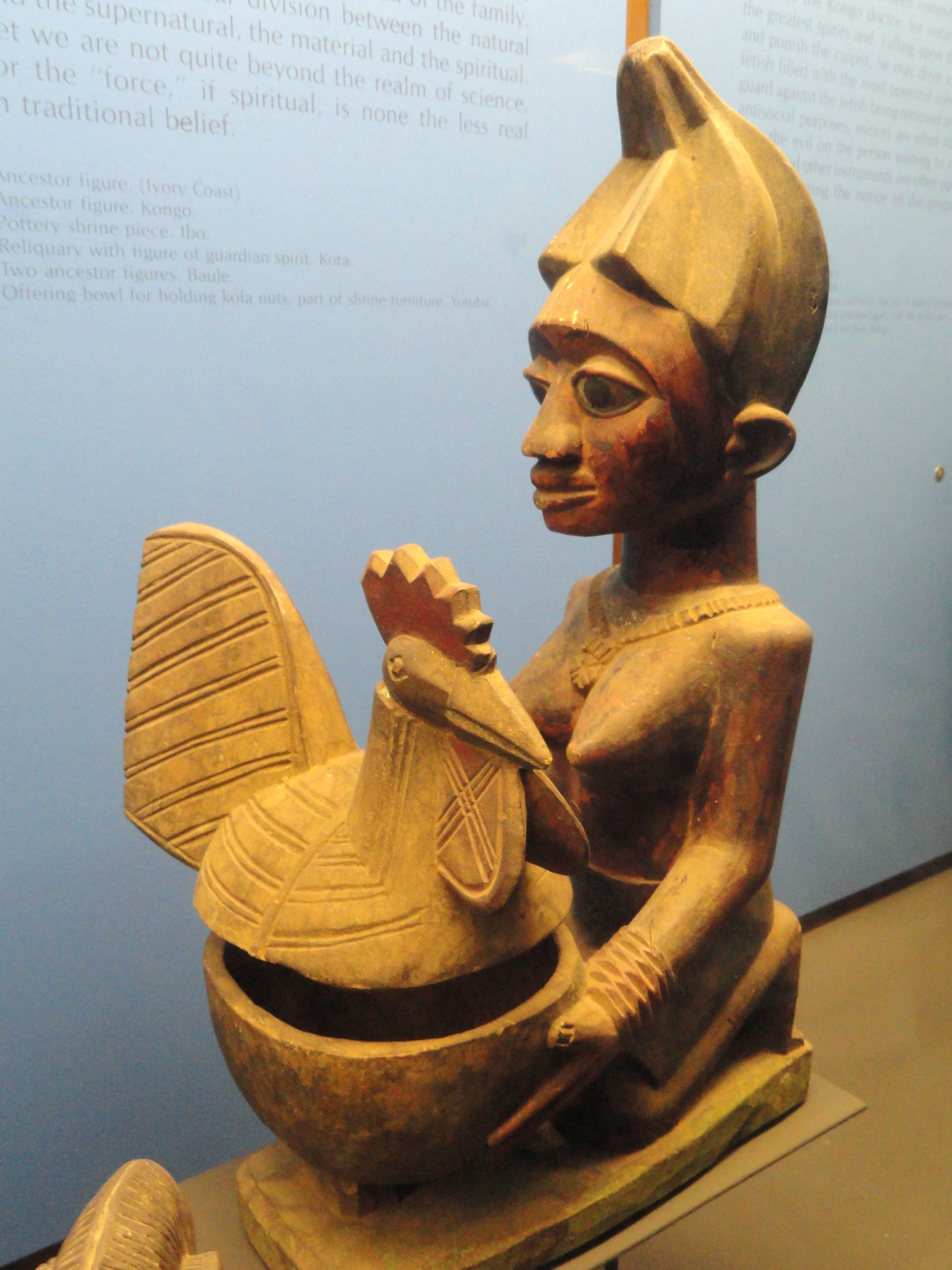
Reliquia de madera de nativos de Gabón

El primer presidente de Gabón, elegido en 1961, fue Léon M'ba, siendo El Hadj Omar Bongo su vicepresidente. Tras su llegada al poder, M'ba suprimió la prensa, prohibió las manifestaciones, reprimió la libertad de expresión, apartó del poder gradualmente a otros partidos políticos y cambió la Constitución según las directrices de Francia para concentrar el poder en la presidencia. Cuando M'ba disolvió la Asamblea Nacional en enero de 1964 para instituir un gobierno monopartidista, el ejército dio un golpe de Estado con el fin de destituirlo y restablecer la democracia parlamentaria. En menos de 24 horas, tropas francesas habían entrado en el país para restituir a M'ba en el poder. En la actualidad, aún quedan soldados franceses en Gabón.

#### Era Bongo y dominio del PDG
Cuando M'Ba falleció en 1967, lo sustituyó Omar Bongo, que en 1968 estableció un sistema de partido único —el Partido Democrático Gabonés (PDG)—, y fue el jefe del estado desde entonces hasta su muerte en 2009. A cambio del apoyo del Elíseo, que puede intervenir para derrocarlo, Bongo aceptó poner a disposición de Francia parte de la riqueza de Gabón y, en particular, de sus recursos estratégicos de petróleo y uranio. En cuanto a las cuestiones políticas internacionales, el Gabón se suma a París.
En 1968, Omar Bongo fue obligado por Francia a reconocer la pseudo-independencia del Biafra (Nigeria sudoriental). Incluso debe aceptar que el aeropuerto de Libreville sirva como centro de suministro de armas al colonel Ojukwu (el líder secesionista de Biafra). También será desde Gabón que los mercenarios de Bob Denard tratarán de desestabilizar el régimen marxista-leninista de Benín.

#### Transición de gobierno y democratización

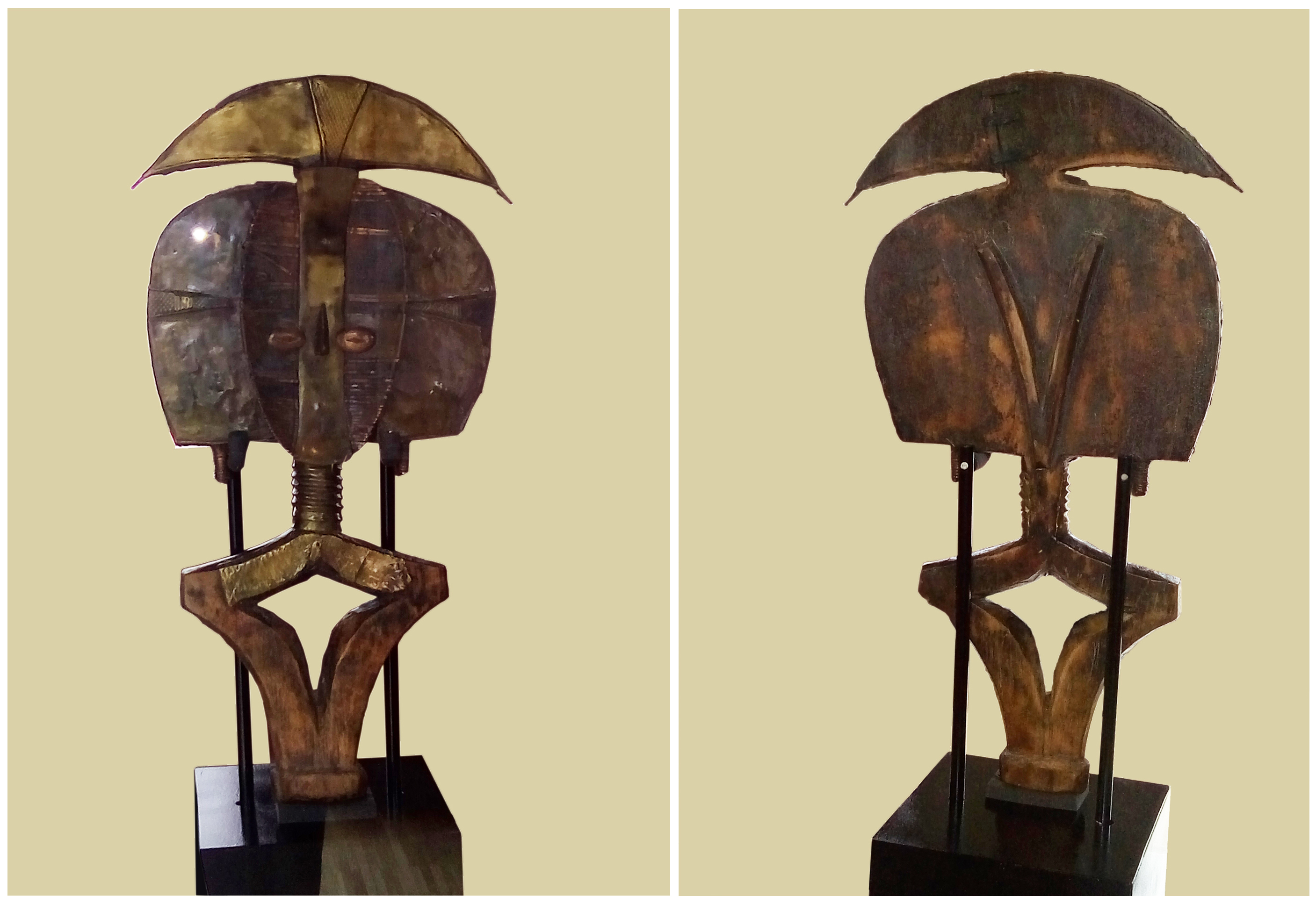
Figura de guardián de Gabón del. Hecha en Madera, latón repulsado, listones de cobre y clavos de hierro. Trabajo del Pueblo kota

En 1990, el descontento por la situación y el deseo de libertades políticas provocaron violentas manifestaciones y huelgas por todo el país, lo que condujo a la implantación de un régimen multipartidista y la elaboración de una Constitución democrática que entró en vigor en marzo de 1991. En 1993 Bongo fue reelegido en unas elecciones de dudosa imparcialidad, lo que condujo a un gobierno de unidad nacional en el que figuraban varios miembros de la oposición.
Un referéndum realizado en 1995 dio a Bongo la facultad de reformar la constitución, y esta reforma dio lugar a elecciones presidenciales y legislativas en 1997. Al año siguiente convocó elecciones anticipadas, que ganó con holgura cuando cumplía 31 años ininterrumpidos en el poder. Jean-François Ntoutoume fue designado primer ministro.

#### Muerte de Bongo y sucesión
El 8 de junio de 2009, el presidente Omar Bongo murió en una clínica de Barcelona. Le sucedió Rose Francine Rogombé, presidenta del senado, que se convirtió en presidenta provisional del país hasta las elecciones de agosto de ese mismo año. Ali Bongo Odimba, hijo del fallecido, ganó estas elecciones, aunque las sospechas de fraude electoral provocaron disturbios en Port-Gentil, tradicional feudo de la oposición.
Luego de catorce años de gobierno autoritario y acusado de fraude electoral, Ali Bongo fue derrocado el 30 de agosto de 2023, en un golpe de Estado, siendo sustituido por el general Brice Oligui.
El 19 de mayo de 2025, la Corte Internacional de Justicia (CIJ) dio otorgó a Guinea Ecuatorial la soberanía de la isla Mbañe, isla Cocoteros y la isla Conga frente a las reivindicaciones territoriales que el país vecino Gabón llevaba haciendo desde 1972.

## Gobierno y política

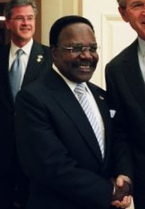
Omar Bongo fue presidente de Gabón durante 41 años, desde 1967 hasta su muerte en 2009

Con la independencia de Gabón en 1960 aparecieron dos partidos, el Bloque Democrático Gabonés (BDG) de León M'Ba, y la Unión Democrática y Social de Gabón (UDSG), liderada por Aubame. Tras las primeras elecciones, ninguno de los dos partidos logró la mayoría, y M'Ba logró el cargo de primer ministro con el apoyo de los diputados independientes. Sin embargo, los dos partidos acordaron que para las dimensiones del país era más adecuado un sistema de partido único, por lo que para las elecciones de febrero de 1961 se creó una lista única. M'Ba fue nombrado presidente, y Aubame ministro de asuntos exteriores.
En febrero de 1963, la corriente del BDG trató de forzar a los miembros de la UDSG a una fusión completa o a dimitir de sus cargos. Todos los ministros de la UDSG dimitieron, y se convocaron elecciones en febrero de 1964, a las que la UDSG no pudo concurrir por no presentar una lista ajustada a la ley. Sin llegar a celebrarse las elecciones, el 18 de febrero de 1964 se produjo un golpe militar contra M'Ba, que hizo que las tropas francesas intervinieran. Las elecciones se celebraron finalmente en abril, con varios partidos opositores, y el BDG logró una clara mayoría.
En marzo de 1967, León M'Ba fue elegido presidente, y Omar Bongo vicepresidente. Con la muerte de M'Ba ese mismo año, Omar Bongo accedió a la presidencia. En 1968 se volvió al sistema de partido único, se disolvió el BDG y creó el nuevo Partido Democrático Gabonés (PDG). Bongo fue elegido presidente consecutivamente en 1975, 1979 y 1986.
Tras un debate nacional sobre la situación política, se instauró de nuevo un sistema multipartidista por el que Bongo fue nuevamente elegido presidente en 1990, 1993 y 1998, creándose una nueva constitución, que permitió un proceso electoral más transparente, a la vez que se realizaron reformas en las instituciones gubernamentales.

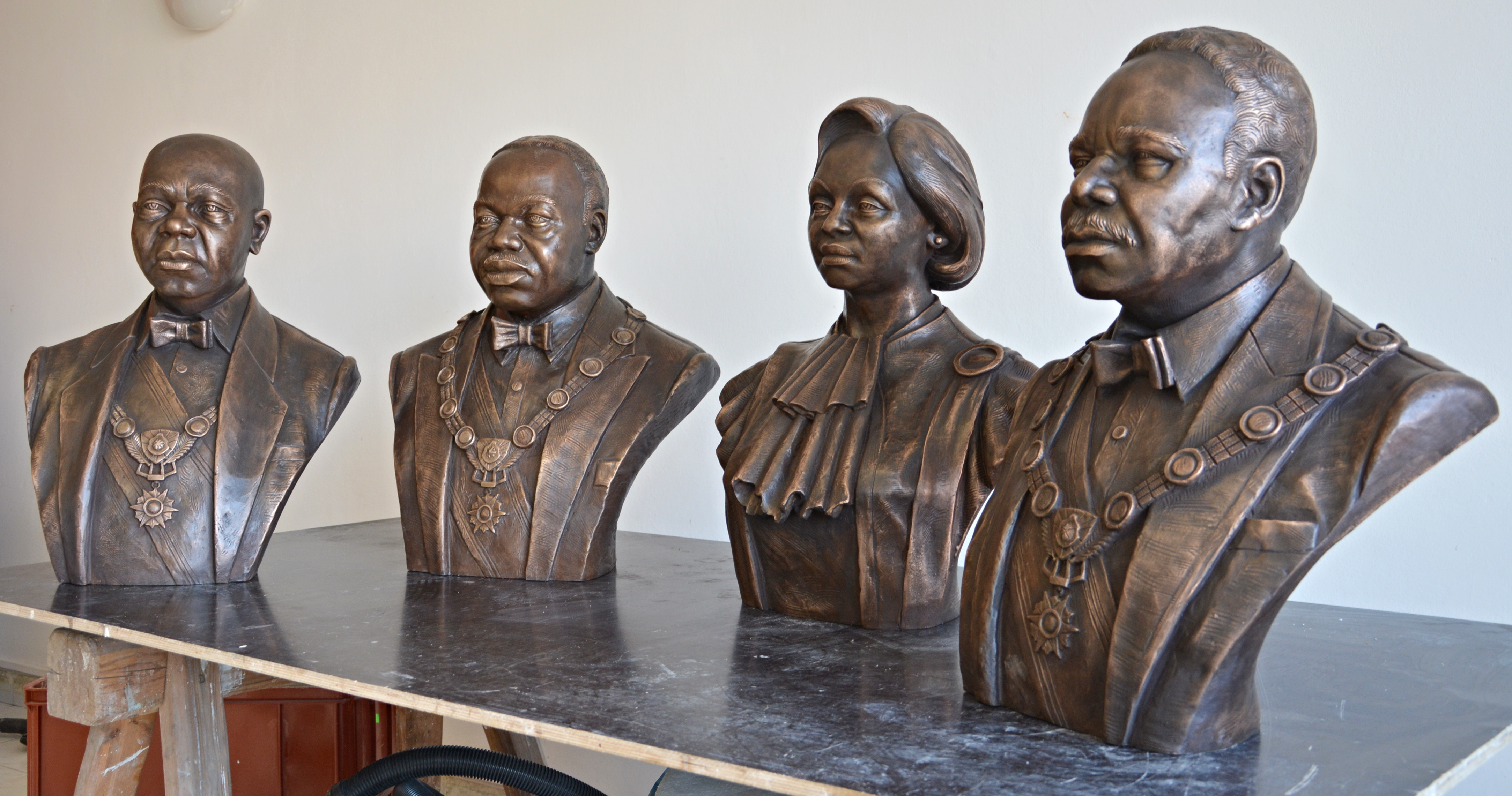
Bustos de los gobernantes de Gabón hasta 2015 realizado por el artista checo Albert Králiček

En la actualidad, la Asamblea Nacional consta de 120 miembros, de los cuales 111 son electos y 9 nominados por el presidente para un período de cinco años. El poder judicial reside en el Tribunal Supremo de Justicia y otros tribunales menores. Cada una de las nueve provincias está regida por un gobernador.
Posteriormente, varias investigaciones confirmaron que los resultados electorales habían sido manipulados. El diplomático Michel de Bonnecorse, antiguo consejero para África del Presidente Jacques Chirac, confirmará el fraude masivo. El embajador estadounidense Charles Rivkin, en un telegrama enviado al secretario de Estado en noviembre de 2009, también confirmó lo siguiente: «En octubre de 2009, Ali Bongo invirtió el recuento de votos y se declaró presidente» (el telegrama será divulgado por WikiLeaks en febrero de 2011).
En agosto del 2023 recién culminadas las elecciones del 26 del  mismo mes, se produce un golpe de Estado militar que derrocó al gobierno y suprimió toda la estructura legal y constitucional del país, se cerraron las fronteras y se anunció que se mantendrían los compromisos internacionales de la nación.

### Derechos humanos

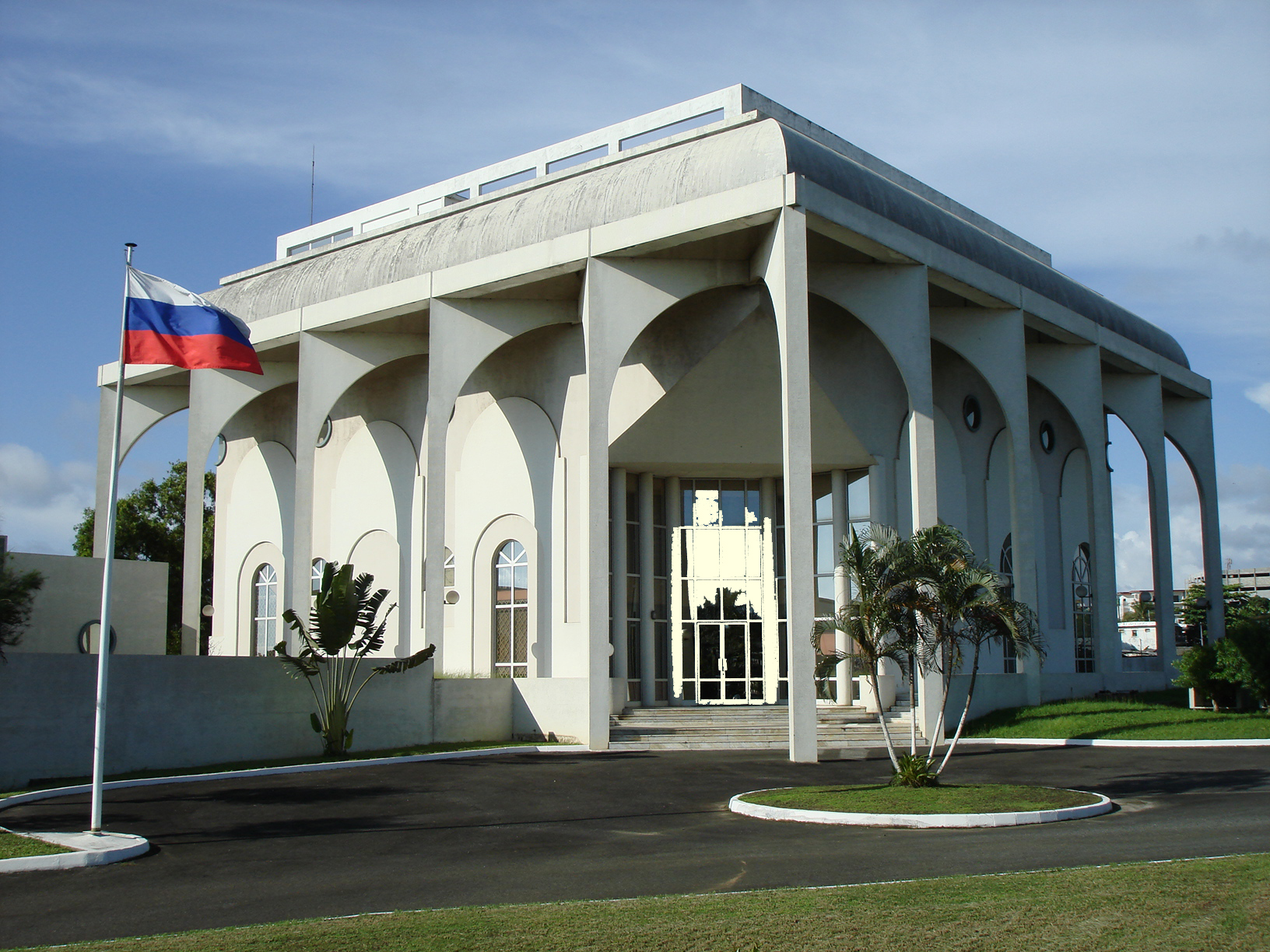
Embajada de Rusia en Gabón

En materia de derechos humanos, respecto a la pertenencia a los siete organismos de la Carta Internacional de Derechos Humanos, que incluyen al Comité de Derechos Humanos (HRC), Gabón ha firmado o ratificado:
| Gabón | Tratados internacionales                                                                                                   | Tratados internacionales | Tratados internacionales                                                                                                   | Tratados internacionales  | Tratados internacionales  | Tratados internacionales | Tratados internacionales | Tratados internacionales | Tratados internacionales  | Tratados internacionales | Tratados internacionales | Tratados internacionales | Tratados internacionales    | Tratados internacionales    | Tratados internacionales | Tratados internacionales  | Tratados internacionales | Tratados internacionales    |
| --- | --- | ------------------------ | --- | ------------------------- | ------------------------- | ------------------------ | ------------------------ | ------------------------ | ------------------------- | ------------------------ | ------------------------ | ------------------------ | --------------------------- | --------------------------- | ------------------------ | ------------------------- | ------------------------ | --------------------------- |
| Gabón | CESCR | CESCR                    | CCPR | CCPR                      | CCPR                      | CERD                     | CED                      | CEDAW                    | CEDAW                     | CAT                      | CAT                      | CRC                      | CRC                         | CRC                         | CRC                      | MWC                       | CRPD                     | CRPD                        |
| Gabón | CESCR | CESCR-OP                 | CCPR | CCPR-OP1                  | CCPR-OP2-DP               | CERD                     | CED                      | CEDAW                    | CEDAW-OP                  | CAT                      | CAT-OP                   | CRC                      | CRC-OP-AC                   | CRC-OP-SC                   | CRC-OP-CP                | MWC                       | CRPD                     | CRPD-OP                     |
| Pertenencia | Gabón ha reconocido la competencia de recibir y procesar comunicaciones individuales por parte de los órganos competentes. | Sin información.         | Gabón ha reconocido la competencia de recibir y procesar comunicaciones individuales por parte de los órganos competentes. | Ni firmado ni ratificado. | Ni firmado ni ratificado. | Firmado y ratificado.    | Sin información.         | Firmado y ratificado.    | Ni firmado ni ratificado. | Firmado y ratificado.    | Sin información.         | Firmado y ratificado.    | Firmado pero no ratificado. | Firmado pero no ratificado. | Sin información.         | Ni firmado ni ratificado. | Firmado y ratificado.    | Firmado pero no ratificado. |
| Firmado y ratificado, firmado, pero no ratificado, ni firmado ni ratificado, sin información, ha accedido a firmar y ratificar el órgano en cuestión, pero también reconoce la competencia de recibir y procesar comunicaciones individuales por parte de los órganos competentes. | |                          | |                           |                           |                          |                          |                          |                           |                          |                          |                          |                             |                             |                          |                           |                          |                             |

### Relaciones exteriores
Desde su independencia, Gabón ha seguido una política de no alineación, abogando por el diálogo en los asuntos internacionales y reconociendo a cada lado de los países divididos. En los asuntos interafricanos, Gabón aboga por el desarrollo mediante la evolución en lugar de la revolución y favorece la empresa privada regulada como el sistema que más puede promover un rápido crecimiento económico. Gabón ha desempeñado un importante papel de liderazgo en la estabilidad de África Central mediante su participación en los esfuerzos de mediación en Chad, la República Centroafricana, Angola, la República del Congo, la República Democrática del Congo (RDC) y Burundi.
En diciembre de 1999, gracias a los esfuerzos de mediación del presidente Bongo, se firmó un acuerdo de paz en la República del Congo (Brazzaville) entre el Gobierno y la mayoría de los líderes de una rebelión armada. El presidente Bongo también participó en el proceso de paz que continúa en la República Democrática del Congo, y desempeñó un papel de mediador en la crisis de Costa de Marfil. Las fuerzas armadas gabonesas también formaron parte de la misión de la Comunidad Económica y Monetaria de África Central (CEMAC) en la República Centroafricana.

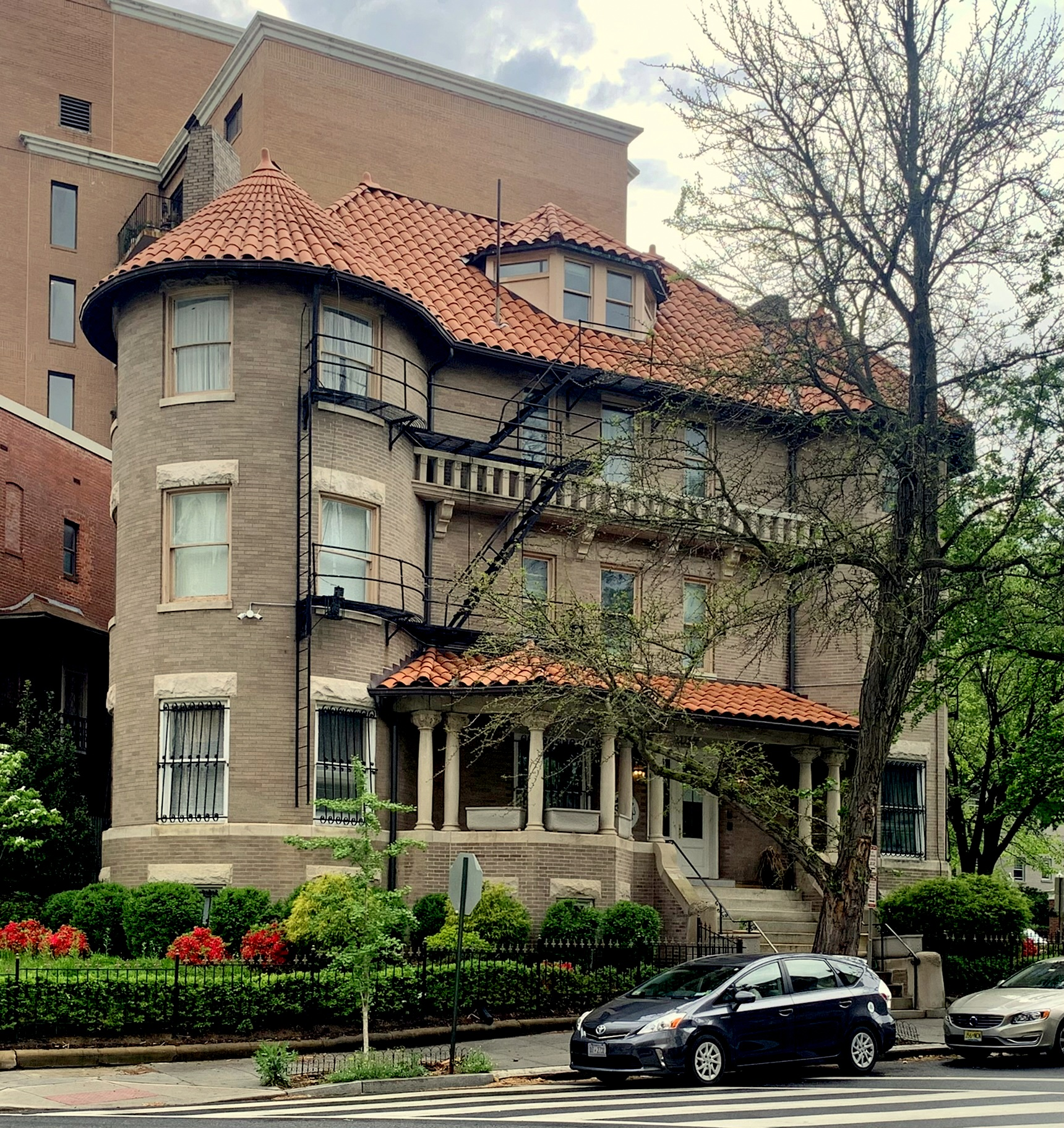
Embajada de Gabón en Washington, D.C, Estados Unidos

Gabón es miembro de la Organización de las Naciones Unidas (ONU) y de algunos de sus organismos especializados y afines, así como del Banco Mundial; del FMI; de la Unión Africana (UA); de la Unión Aduanera Centroafricana/Comunidad Económica y Monetaria del África Central (UDEAC/CEMAC); de la asociación UE/ACP en el marco del Convenio de Lomé; de la Communaute Financiere Africaine (CFA); de la Organización de la Conferencia Islámica (OCI); del Movimiento de los No Alineados; y de la Comunidad Económica de Estados del África Central (CEEAC), entre otros. En 1995, Gabón se retiró de la Organización de Países Exportadores de Petróleo (OPEP), a la que se reincorporó en 2016. Gabón fue elegido para ocupar un puesto no permanente en el Consejo de Seguridad de las Naciones Unidas desde enero de 2010 hasta diciembre de 2011 y ocupó la presidencia rotatoria en marzo de 2010.

### Defensa

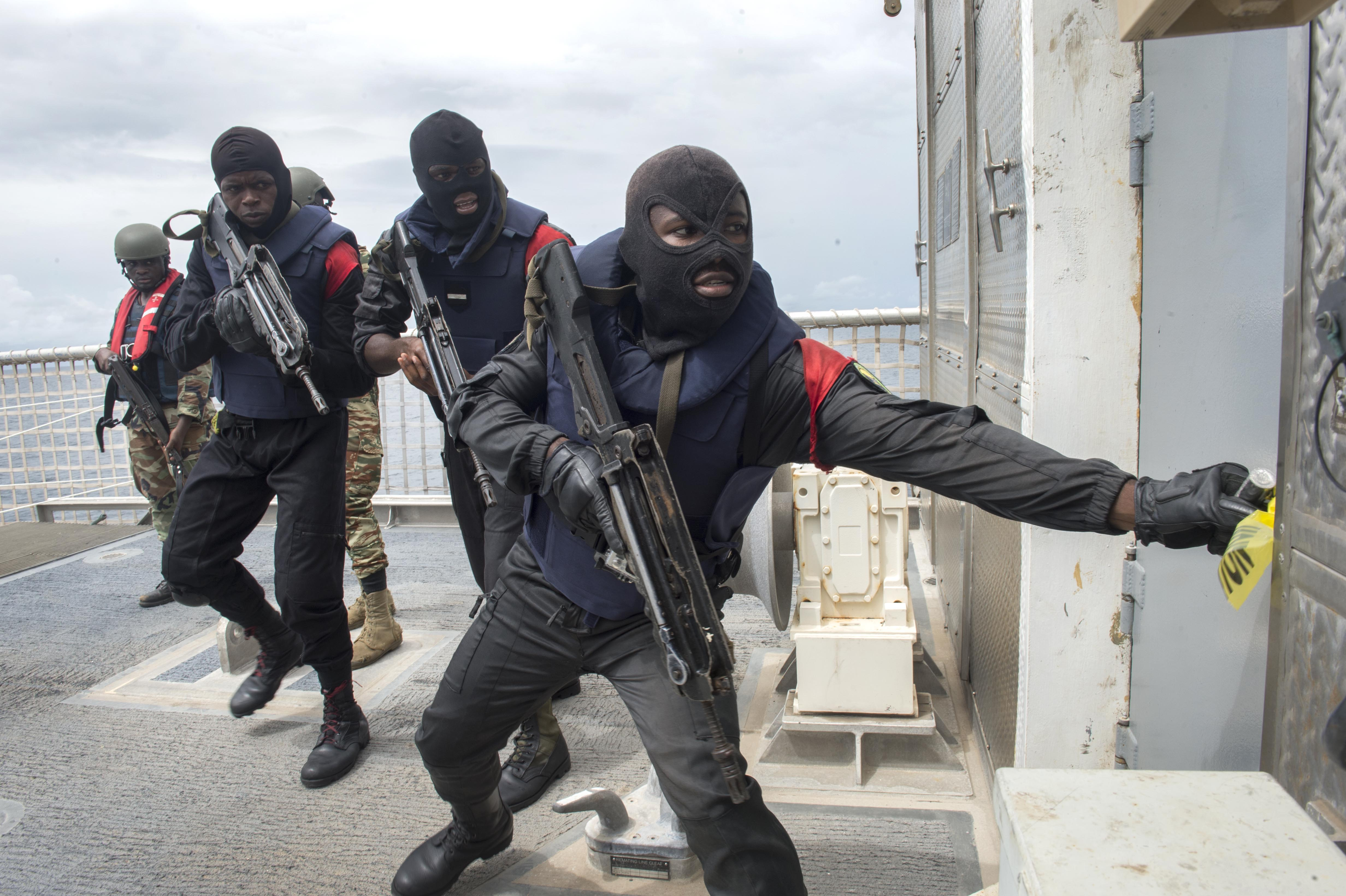
Efectivos de la Gendarmería y Armada de Gabón durante un ejercicio

Las Fuerzas Armadas de Gabón (en francés: Forces armées gabonaises) o las Fuerzas de Defensa y Seguridad gabonesas (en francés: forces de défense et de sécurité gabonaises) son los militares profesionales nacionales de la República de Gabón, divididos en el Ejército, la Fuerza Aérea, la Marina y una Gendarmería Nacional, compuesta por unos 5.000 efectivos. Las fuerzas armadas incluyen una guardia de 1.800 miembros, bien entrenada y equipada, que se encarga de la seguridad del Presidente de Gabón.
El Ejército gabonés (en francés: Armée de terre gabonaise) es el componente terrestre de las fuerzas armadas, especializado en infantería y reconocimiento mecanizado. Fue creado el 6 de diciembre de 1960 por decreto del presidente Léon M'ba a partir de suboficiales que servían en el ejército colonial francés, principalmente la 2.ª compañía de la 21ª BIMA. Tras la independencia, Gabón firmó acuerdos de defensa con Francia, principalmente de asistencia técnica y formación. Hasta junio de 1964, el título de jefe de Estado Mayor de las Fuerzas Armadas gabonesas lo ostentaba un oficial superior del ejército francés. En 1962 se creó un destacamento de Mujeres Auxiliares de las Fuerzas Armadas Gabonesas (AFFAG), comandado por la teniente Ba Oumar en el campamento militar de Owendo. El presidente M'ba promovió la iniciativa tras una visita a Tel Aviv (Israel), donde conoció al personal femenino de sus Fuerzas de Defensa.

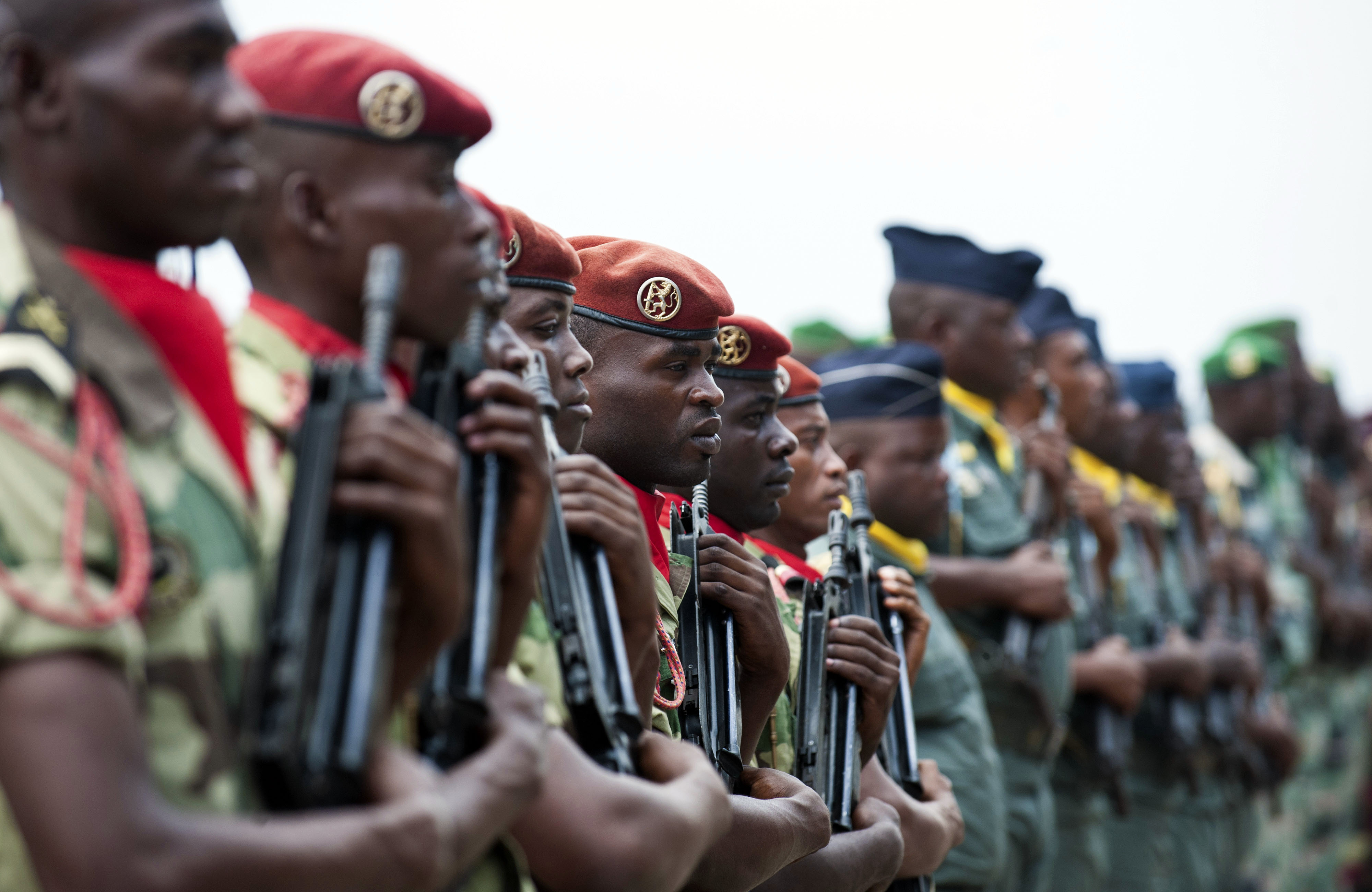
El ejército de Gabón durante una ceremonia militar

La Marina de Gabón (en francés: Marine Nationale du Gabon) es la rama marítima oficial de las fuerzas armadas. Fue creada en diciembre de 1960 como parte del ejército, y no se convirtió en entidad independiente hasta 1983. Su misión principal es la vigilancia de las aguas costeras del país, con 800 km de litoral.

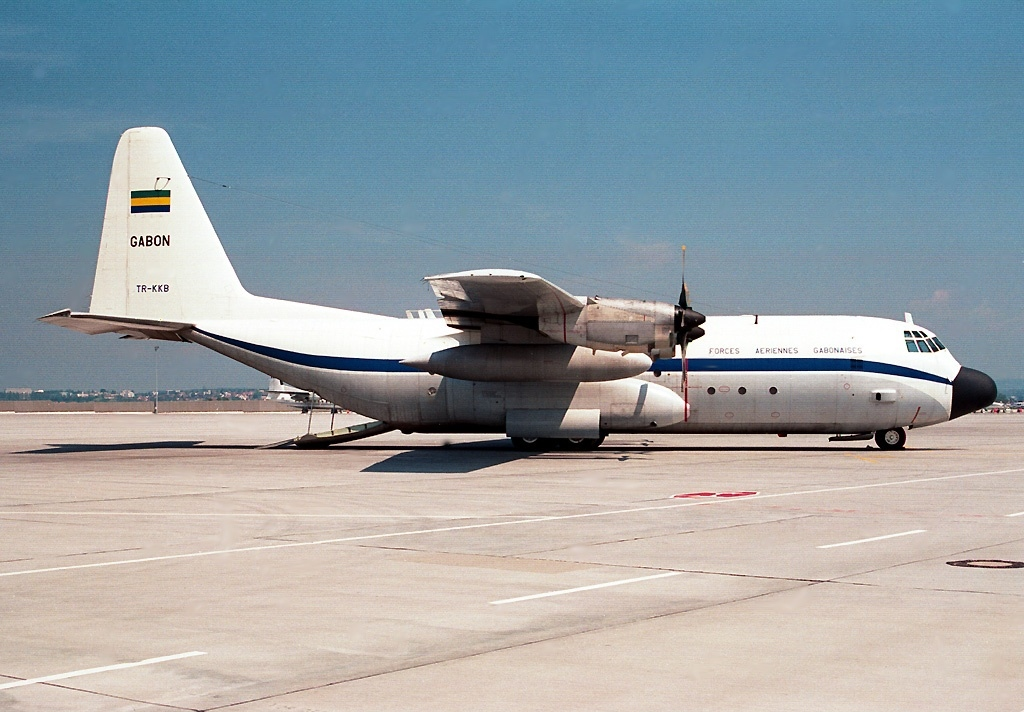
Lockheed L-100-20 Hércules de la Fuerza Aérea de Gabón

La Gendarmería Nacional de Gabón (Gendarmerie nationale gabonaise) es la fuerza policial nacional de Gabón responsable de la aplicación de la ley en el país. Se creó el 10 de marzo de 1960, cuando Gabón, antigua África Ecuatorial Francesa, se independizó de Francia. Se originó a partir del Destacamento 1929 de la Gendarmería de Libreville, que estaba al mando del gobernador general del África Ecuatorial Francesa, Félix Eboue. Las principales tareas de la gendarmería son defender las fronteras del país, garantizar la seguridad pública y hacer cumplir las medidas adoptadas por las autoridades judiciales y gubernamentales. La Gendarmería Nacional está bajo el mando directo del presidente de Gabón.
La Gendarmería también está a cargo de la Guardia Republicana (en francés: Garde républicaine, GR), considerada como la más poderosa y sofisticada de las fuerzas de seguridad. Su misión principal es proteger al presidente y garantizar la estabilidad del régimen.
- Cuartel General (Libreville).
- Base naval de Port-Gentil.
- Base naval de Mayumba.
- Base de Aviación de Port-Gentil.
- Batallón de Fusileros de la Infantería de Marina (desde 1984).

## Organización territorial

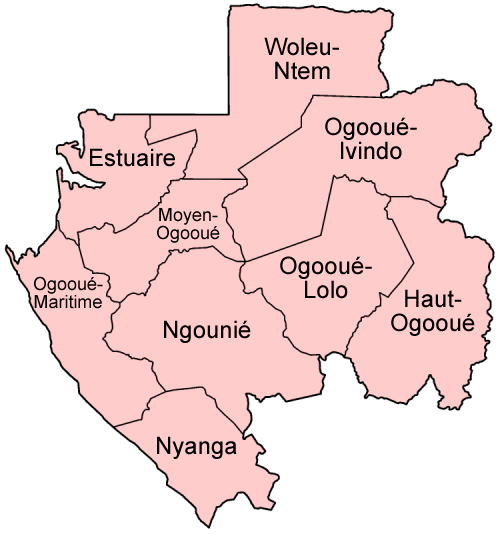
Mapa de las provincias de Gabón

Gabón está dividido en nueve provincias, subdivididas en cincuenta departamentos. El presidente designa a los gobernadores de provincia, prefectos y subprefectos.
Las provincias son las siguientes (capitales entre paréntesis):
1. Estuaire (Libreville).
2. Haut-Ogooué (Franceville).
3. Moyen-Ogooué (Lambaréné).
4. Ngounié (Mouila).
5. Nyanga (Tchibanga).
6. Ogooué-Ivindo (Makokou).
7. Ogooué-Lolo (Koulamoutou).
8. Ogooué-Maritime (Port-Gentil).
9. Woleu-Ntem (Oyem).

## Geografía

Mapa de Gabón

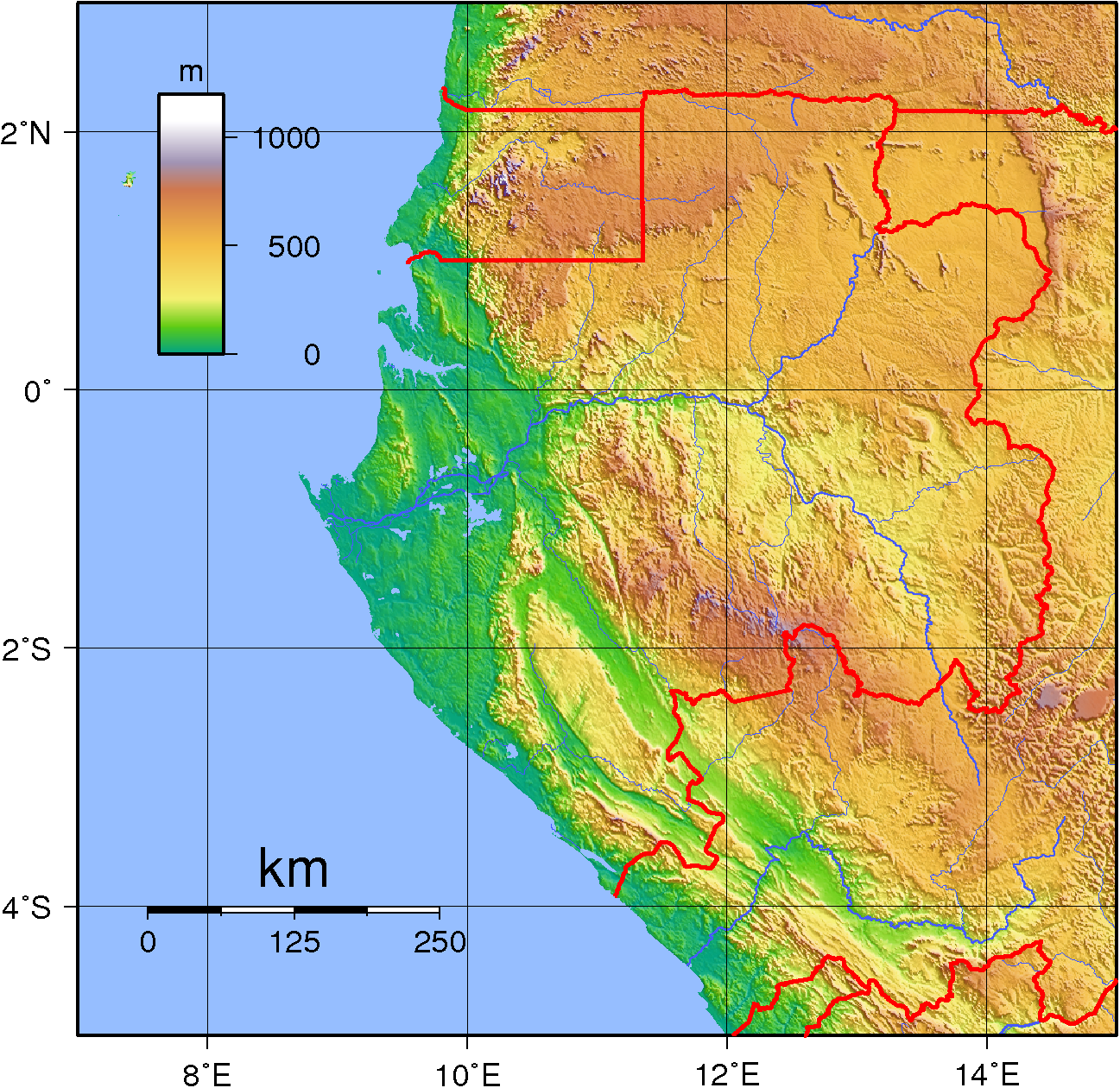
Mapa topográfico de Gabón.

Gabón está situado en la costa atlántica de África central, a la altura del ecuador. Limita con Guinea Ecuatorial al noroeste, Camerún al norte, la República del Congo al este y al sur, y el Golfo de Guinea al oeste. Gabón tiene un clima predominantemente ecuatorial y está cubierto en un 85 % por una densa selva tropical.
Existen tres regiones diferenciadas: la llanura costera, con muchos lagos y lagunas, la región montañosa de los Montes de Cristal —cuyo punto más alto es el monte Iboundji, de 1575 m de altura— y el macizo Chaillu, y la sabana. Las llanuras costeras abarcan una considerable parte de la ecorregión de la selva costera ecuatorial atlántica, y contiene áreas de manglar centroafricano, sobre todo en el estuario del río Muni, en la frontera con Guinea Ecuatorial.
El río más largo de Gabón es el Ogooué (1200 km), que nace en el Congo. Este río y sus afluentes fluyen en dirección oeste, formando profundos valles a través de las accidentadas mesetas de Gabón. Luego se ensancha para formar un amplio delta que cruza la planicie costera. Al sur del Ogooué, el terreno asciende hasta el macizo de Chaillu. Hay tres zonas kársticas, en las que existen cientos de grutas en las rocas dolomitas y calizas, entre ellas las grutas de Lastoursville, Lebamba, Bongolo y Kessipougou, además de numerosas grutas aún sin explorar.

### Clima

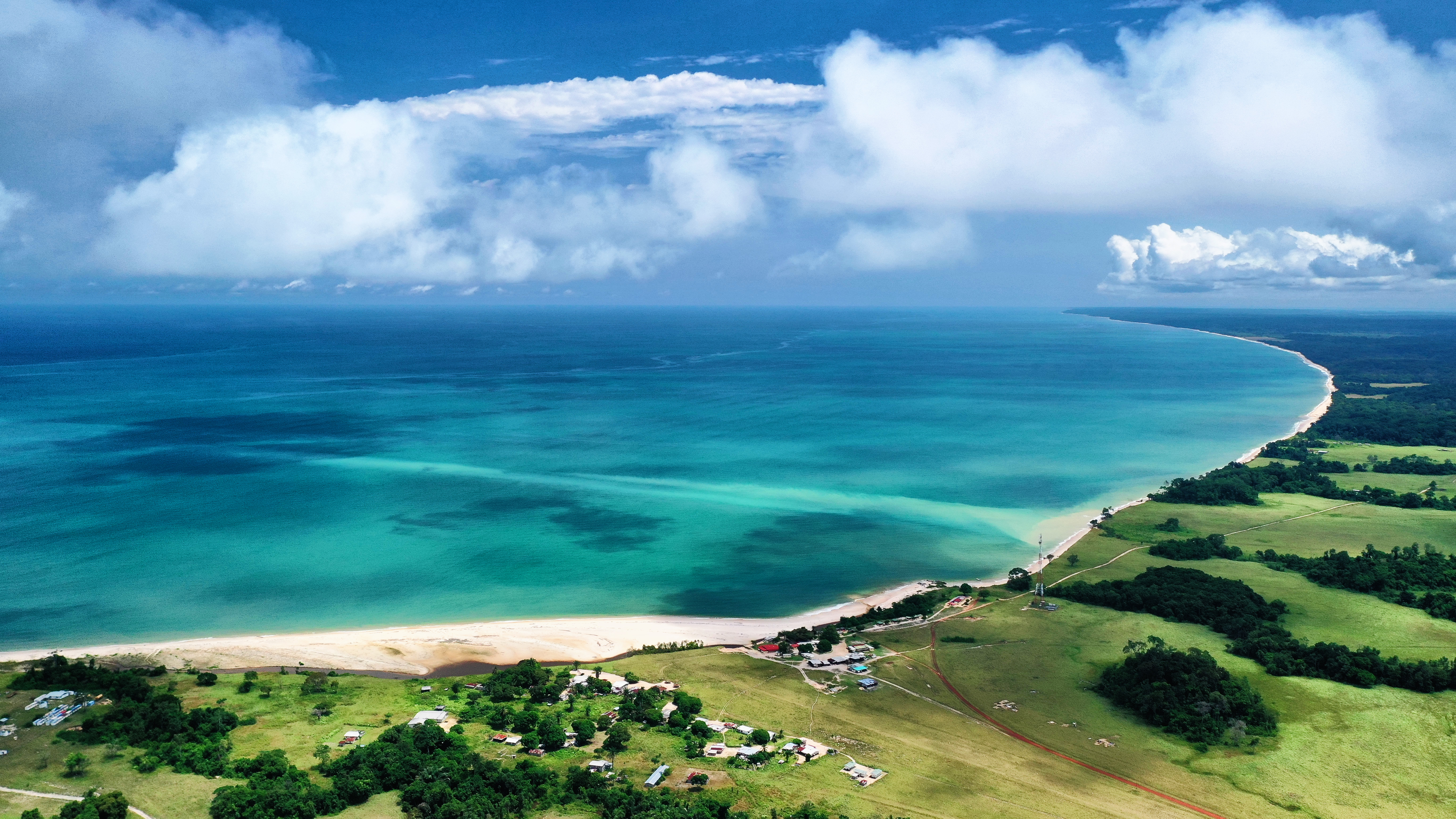
Bahía de Nyonié

El clima se caracteriza por ser húmedo y cálido, con una temperatura media en torno a los 27 °C durante la mayor parte del año. Hay dos estaciones secas entre junio-septiembre y diciembre-febrero y dos estaciones lluviosas, febrero-abril y octubre-noviembre.

Gabón está situado en África Central , a la altura del ecuador. El clima es ecuatorial, cálido y húmedo, con alternancia de estaciones secas y lluviosas a lo largo del año. Las temperaturas medias oscilan entre 21 °C en el suroeste del país (Port-Gentil, Lambaréné, Mouila, Tchibanga, Mayumba) y 27 °C en la costa y el interio. Las temperaturas extremas oscilan entre 18 °C y 36 °C. Las precipitaciones varían entre 1.500 mm/año en el noreste y las regiones de sabana y 3.300 mm/año en el noroeste y suroeste. La humedad atmosférica media es del 85%, llegando al 100% en la estación lluviosa.

### Recursos naturales
Gabón es rico en recursos minerales. En la actualidad se explotan yacimientos de uranio, petróleo y manganeso. También se han encontrado enormes depósitos de mena de hierro, considerados como los más ricos del mundo, y yacimientos de mineral de plomo y plata. Gabón tiene además valiosos recursos forestales, principalmente madera de okumé, caoba, kevazingo y ébano.

### Medio ambiente

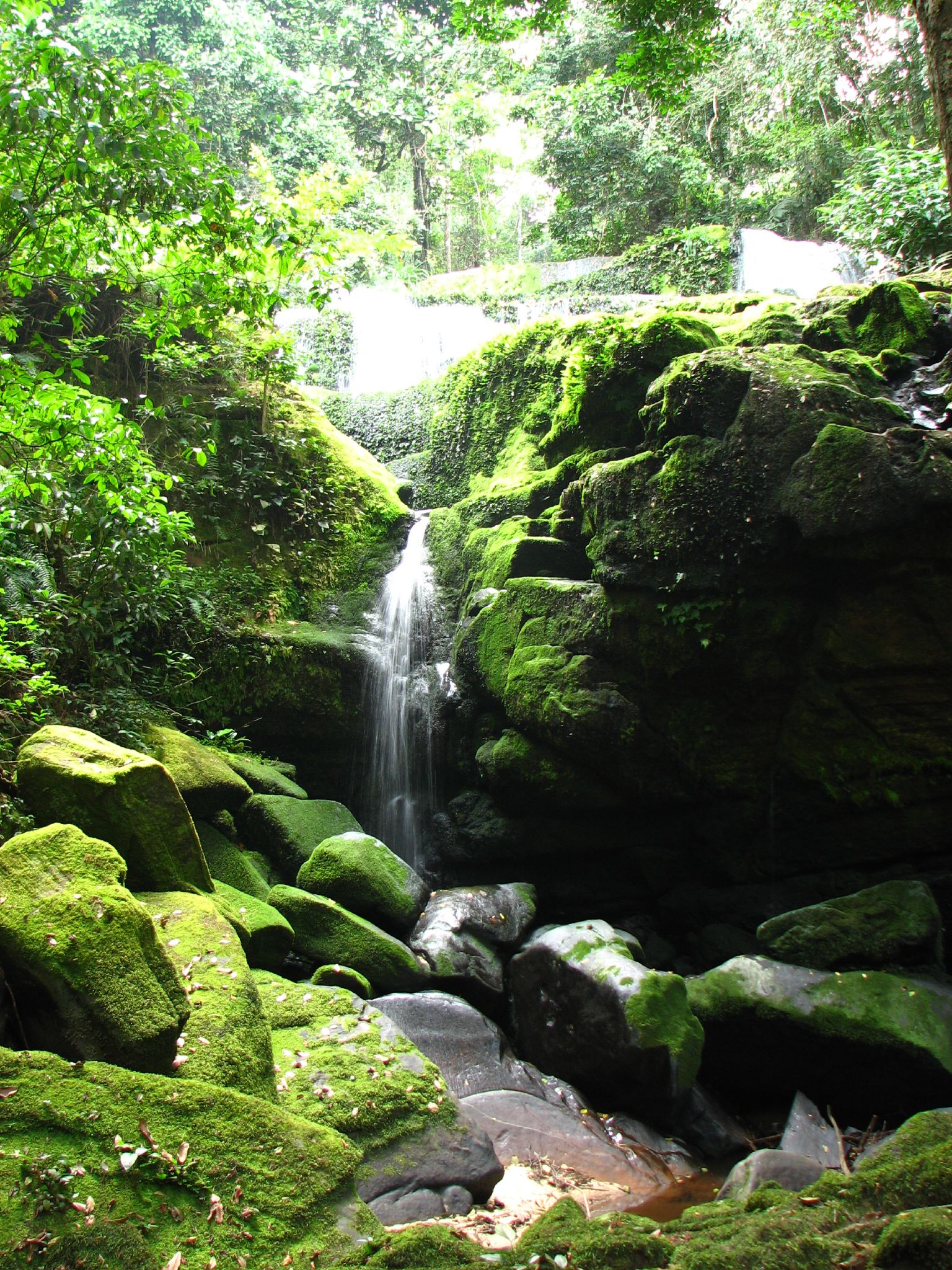
Cascada en el parque nacional Ivindo

La riqueza minera de Gabón le ha proporcionado un PIB per cápita inusualmente alto en la región y ha mantenido los bosques a salvo de la presión explotadora. Como resultado, aproximadamente el 81,4 % (2005) de la superficie de Gabón permanece cubierta por bosques, con una fauna abundante. Su población de elefantes se encuentra entre las mayores y más estables del mundo. También tiene grandes poblaciones de antílopes. Las áreas protegidas cubren el 14,4 % (2007) del país y la caza está prohibida, aunque no se suele cumplir la normativa y algunas especies animales se encuentran amenazadas a causa de la caza furtiva. Conforme han ido cayendo los precios de exportación de los recursos mineros, ha ido aumentando la presión para la explotación forestal.
La cubierta forestal de Gabón se mantiene estable desde hace más de veinte años. La tendencia a la concentración de la población en las zonas urbanas (éxodo rural) tiende a favorecer la conservación de los ecosistemas forestales. Los bosques primarios están situados en zonas de difícil acceso, principalmente montañosas, los árboles tienen poco interés comercial (troncos retorcidos) y la variedad de especies hace que la tala no sea rentable en comparación con los bosques secundarios que están mucho más concentrados en especies comercializables (rodales monodominantes de okoumé en los bosques de la cuenca litoral). La proporción de bosque primario en Gabón se estima en un 37% y, del 82,2% de bosque que cubre el país, un 55% está explotado y un 27,2% sin explotar.
La baja densidad de población hace que, a pesar de la fuerte presencia de explotaciones madereras, la presión medioambiental antropogénica se considere mínima. Lógicamente, se concentra en zonas densamente pobladas, como el bosque de Mondah, a treinta kilómetros de Libreville, que ha sido víctima de talas incontroladas. La caza furtiva organizada, sobre todo de marfil de elefante, también se da en los parques nacionales y las reservas presidenciales. También existen amenazas específicas para la selva, como el proyecto de extracción de mineral de hierro en Bélinga, que puede poner en peligro el bosque enano del lugar.
El país es parte en varios convenios internacionales sobre los siguientes temas (lista no exhaustiva): biodiversidad, cambio climático, desertificación, especies amenazadas, derecho del mar, contaminación marina, prohibición de pruebas nucleares, protección de la capa de ozono, madera tropical, madera tropical, humedales, caza de ballenas.

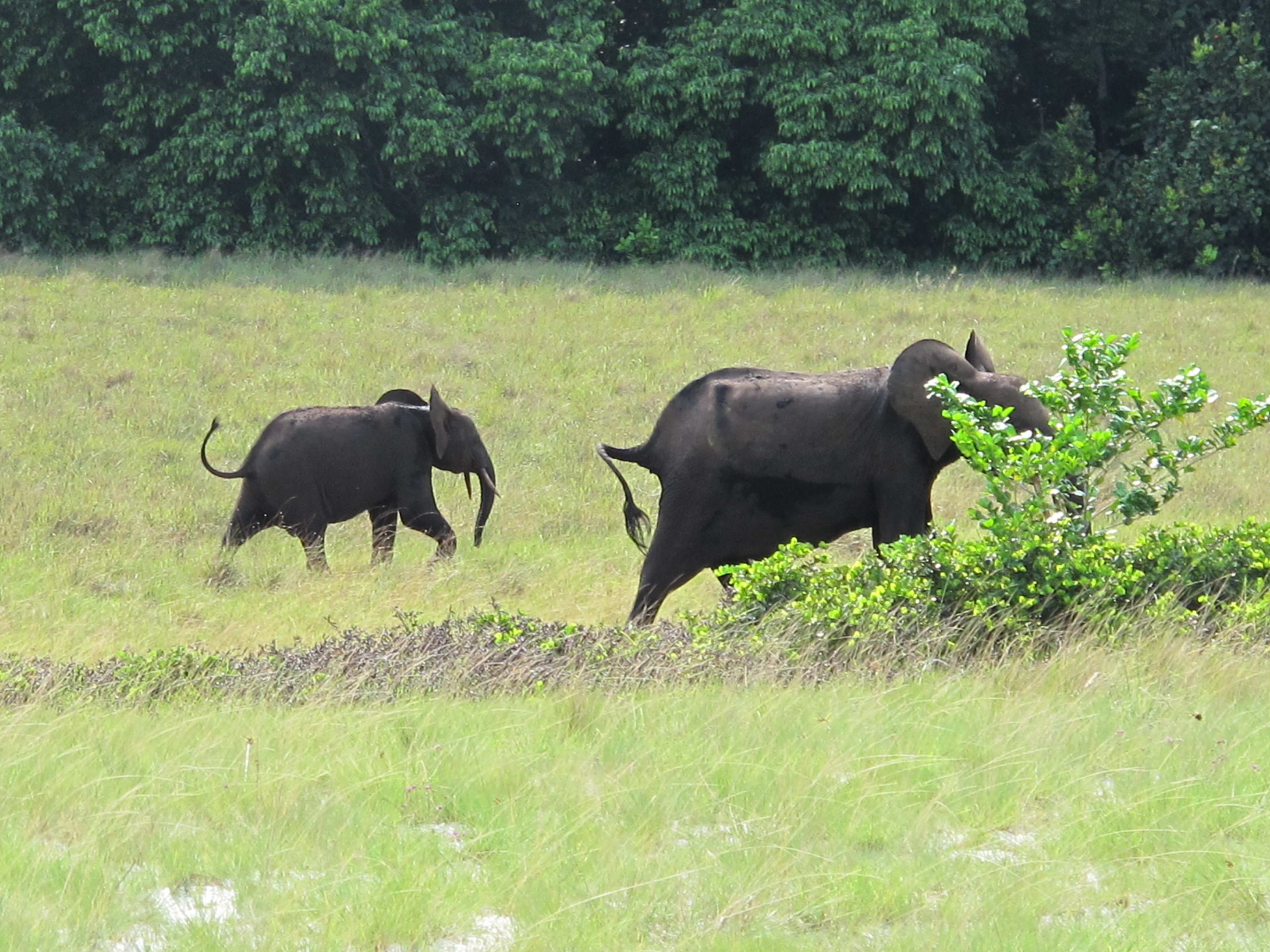
Elefantes en el parque nacional Loango

### Fauna y flora
Gabón posee un gran número de especies animales y vegetales protegidas. La biodiversidad del país es una de las más variadas del planeta, con «700 especies de aves, 98 especies de anfibios, entre 95 y 160 especies de reptiles, cerca de 10 000 especies de plantas, más de 400 especies de árboles y 198 especies diferentes de mamíferos». En Gabón hay especies raras, como el pangolín del Gabón y el picatartes cuelligrís, o endémicas, como el cercopiteco de Gabón.
El país es una reserva de fauna de las más variadas e importantes de África: es un importante refugio para los chimpancés (cuyo número, en 2003, se estimaba entre 27 000 y 64 000) y los gorilas (35 000 censados en 1983). La «Estación de Estudio de los Gorilas y los Chimpancés» en el interior del parque nacional de Lopé está consagrada a su estudio. También alberga más de la mitad de la población de elefantes de bosque africanos, mayoritariamente en el parque nacional de Minkébé.
La selva tropical de Gabón está considerada la más densa y virgen de África. Sin embargo, el enorme crecimiento demográfico del país está provocando una fuerte deforestación que amenaza este valioso ecosistema. Asimismo, la caza furtiva pone en peligro la fauna salvaje.

### Topografía
Hay tres tipos de relieve:

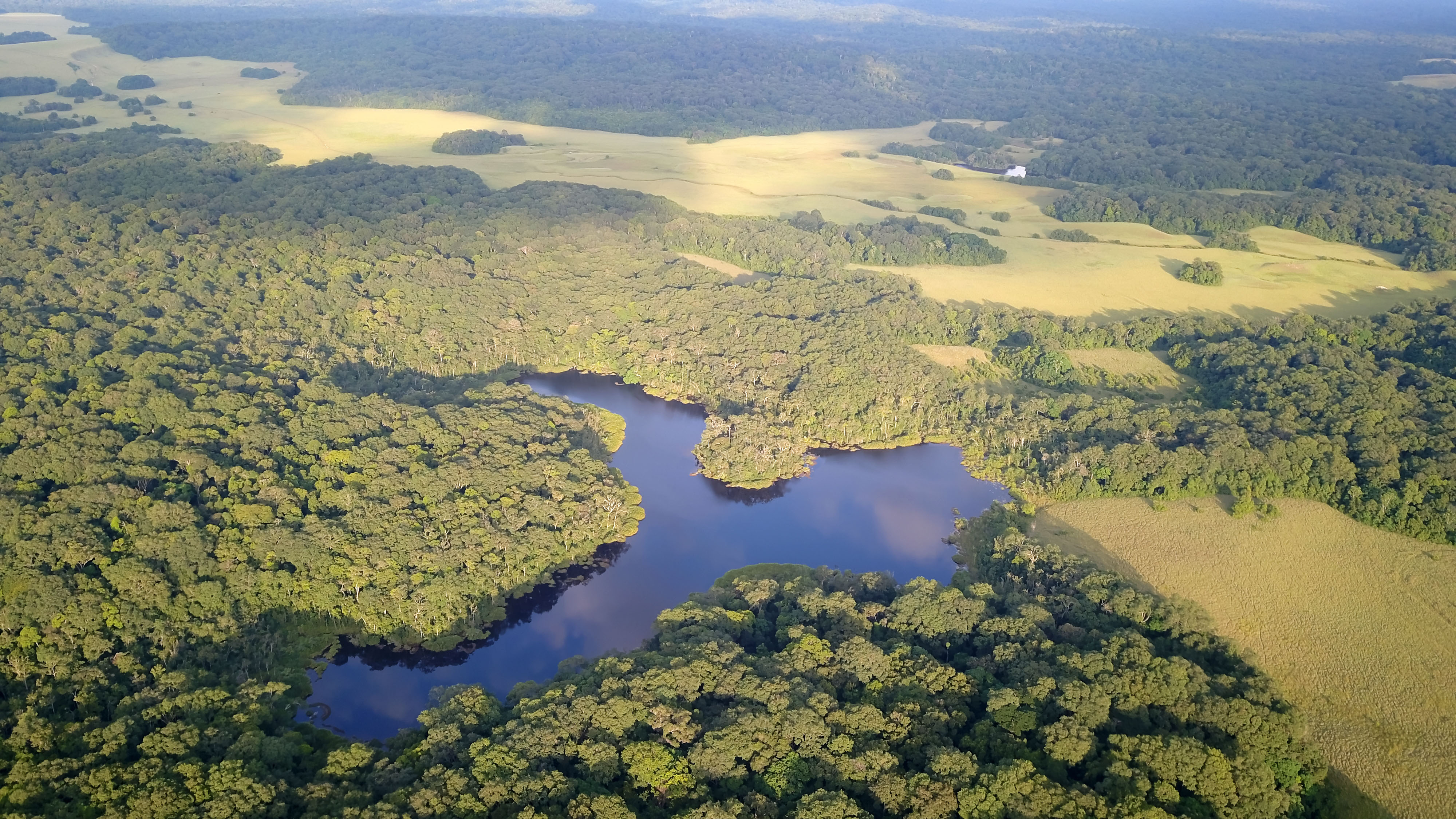
El lago de la llanura en el sector de Blanco, Gabón

- Las llanuras costeras (de 20 a 300 km de ancho) en el oeste del país; las llanuras y depresiones (las llanuras kársticas de Nyanga y Ngounié, la llanura de Lopé, las llanuras de la región de los Lagos, alrededor de Lambaréné); los deltas marítimos e interiores del Ogooué.
- Los macizos montañosos, que incluyen los montes Cristal al noreste de Libreville, el macizo de Chaillu en el centro (que culmina a 1.020 metros en el monte Milondo) y el macizo de Mayombe, que se extiende a lo largo de 800 km paralelos a la costa atlántica;[55]
- Las mesetas y colinas. El mayor grupo de mesetas se encuentra en el noreste (Woleu-Ntem y Ogooué-Ivindo); las mesetas de Batéké, en el este de la provincia de Haut-Ogooué, presentan un paisaje de sabana en medio del bosque.[56]

Según las estimaciones, el 77-85%76 del país está cubierto de bosques. Así, Gabón tiene la mayor superficie forestal per cápita de África.
La longitud del litoral es de 885 kilómetros.
El punto más alto de Gabón es el monte Bengoué, de 1.070 metros, situado en 0° 57′ 38″ N, 13° 40′ 54″ E, en el noreste del país, en la provincia de Ogooué-Ivindo.

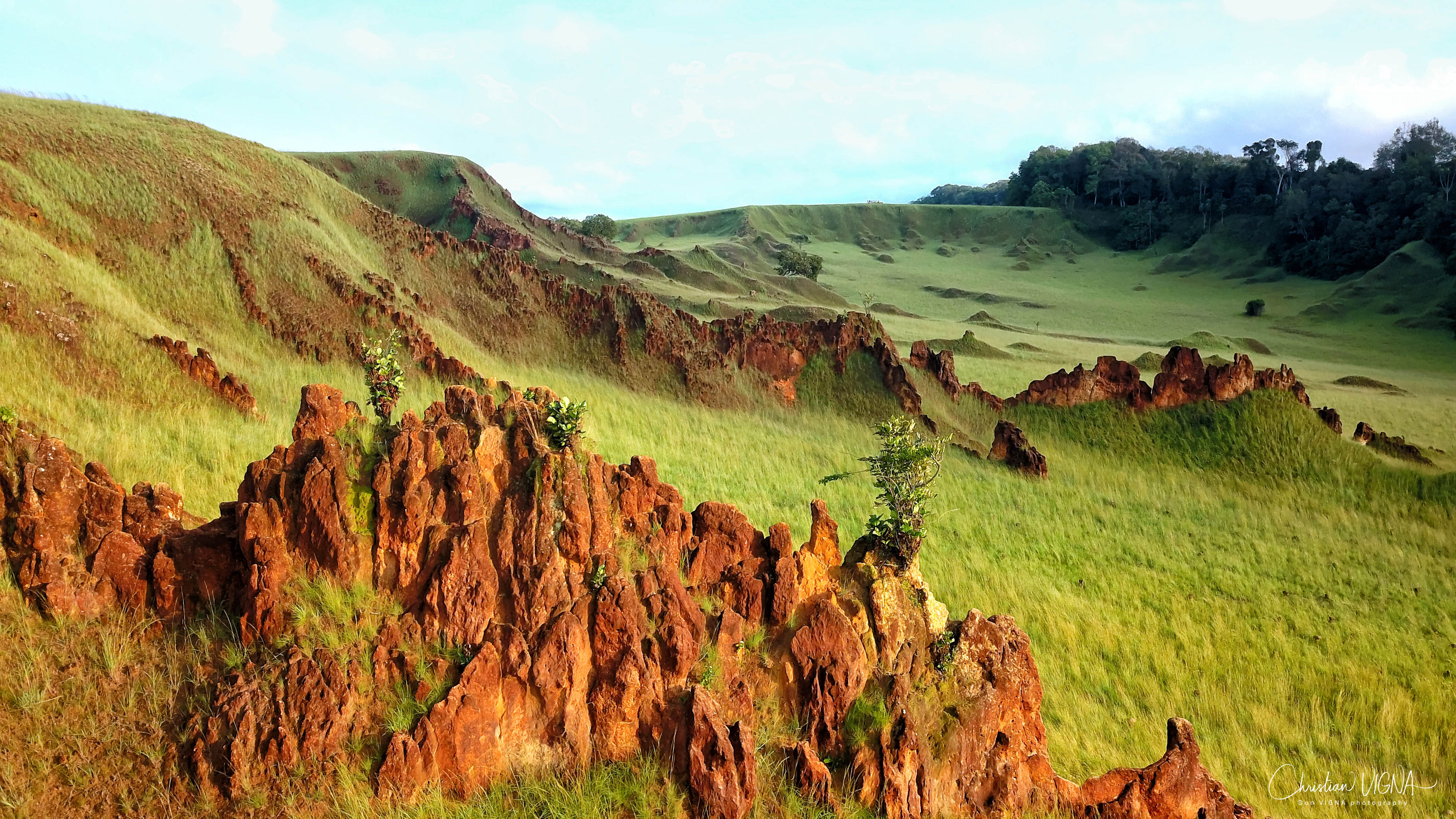
Colinas en la provincia de Estuaire

### Geología
Gabón se sitúa en el extremo noroccidental del Cratón del Congo. A nivel más general, se pueden distinguir tres grandes unidades estratigráficas: el basamento Arcaico y los sedimentos Proterozoicos, que cubren el 75% del país, y la cubierta sedimentaria Fanerozoica.
El basamento Arcaico corresponde al macizo del Norte de Gabón y al macizo de Chaillu. Los sedimentos proterozoicos cubren los valles de Ogooué y Nyanga. Los sedimentos fanerozoicos se encuentran sobre todo en las mesetas de Batéké y en el margen costero, donde se encuentran los yacimientos petrolíferos terrestres y marítimos.
El antiguo cratón sobre el que se asienta Gabón hace que el país tenga un subsuelo rico en minerales, con metales preciosos y diamantes que tienden, con el paso del tiempo, a agruparse en unidades geológicas particulares.
La minería comercial se centra en el manganeso, del que Gabón es el segundo productor mundial, el hierro, el oro y el niobio. Está previsto reanudar la extracción de uranio, interrumpida en 1999 (minas de la región de Franceville, en Haut-Ogooué). Hay potencial para los diamantes, pero la explotación comercial a gran escala aún está lejos.
La zona de Franceville presenta varias particularidades: existen reactores nucleares naturales (reactor nuclear natural de Oklo), actualmente inactivos, que datan de hace unos 2.000 millones de años, así como los vestigios más antiguos hasta la fecha de organismos multicelulares macroscópicos (grupo de fósiles de Franceville), que datan de la misma época.

## Economía

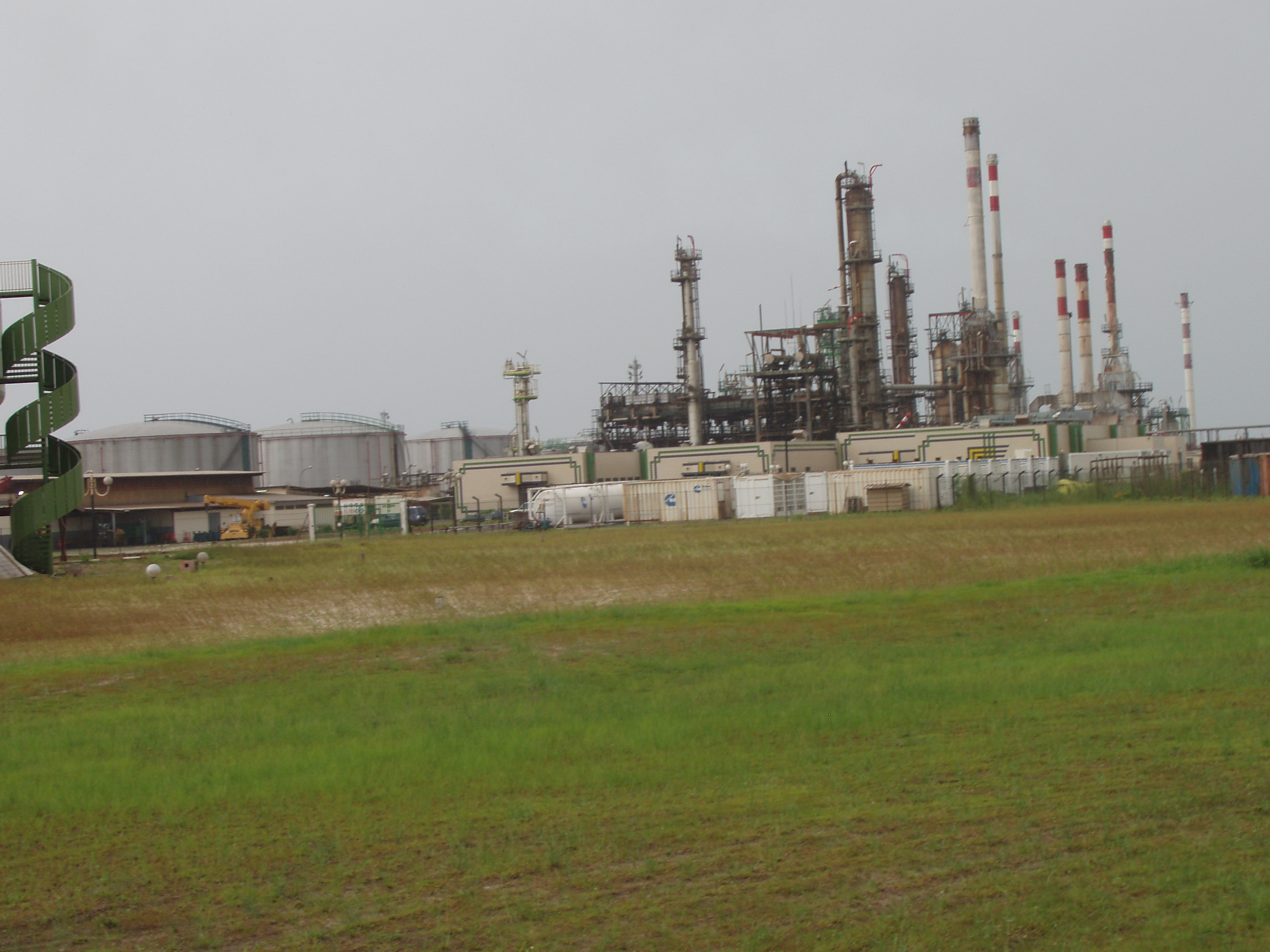
Refinería de petróleo de la Societé Gabonaise de Raffinage (SOGARA)

La economía de Gabón depende de sus explotaciones mineras y de sus recursos forestales. En 2006, el PIB era de 9546 millones de dólares, unos 7567,50 dólares per cápita, el más elevado del África subsahariana.
Gabón tiene grandes reservas de mineral de hierro y de árboles de maderas muy finas. Otros recursos importantes son el petróleo, el manganeso y el uranio. Su escasa población, abundantes recursos naturales y la inversión privada extranjera han ayudado a hacer de Gabón uno de los países más prósperos de la región a pesar de tener una tasa de desempleo del 21 % (2000).
Sus principales exportaciones son petróleo, madera, manganeso y uranio, que se envían a Francia (62 %), Costa de Marfil (7 %), Reino Unido (2 %) y Países Bajos (2 %). Gabón importa maquinaria agrícola, alimentos, metales, productos químicos y materiales de construcción y transporte. Estas importaciones proceden de Francia (62 %), Costa de Marfil (7 %) y Reino Unido (2 %).
La tasa de inflación anual es del 1,5 % (2004), el PIB per cápita asciende a 16 486 dólares PPA (2012) y la deuda externa era de 3804 millones de dólares en 2004.

### Agricultura
La agricultura de subsistencia es el sector más importante de la economía de Gabón, y ocupa al 52 % de la población activa. Para el consumo interno se cultiva mandioca (de la que se obtiene tapioca), bananos, llantén, caña de azúcar, colocasia y arroz, y para la exportación, pequeñas cantidades de cacao, café, palma de aceite, maní (cacahuete) y pimiento.

### Silvicultura y pesca

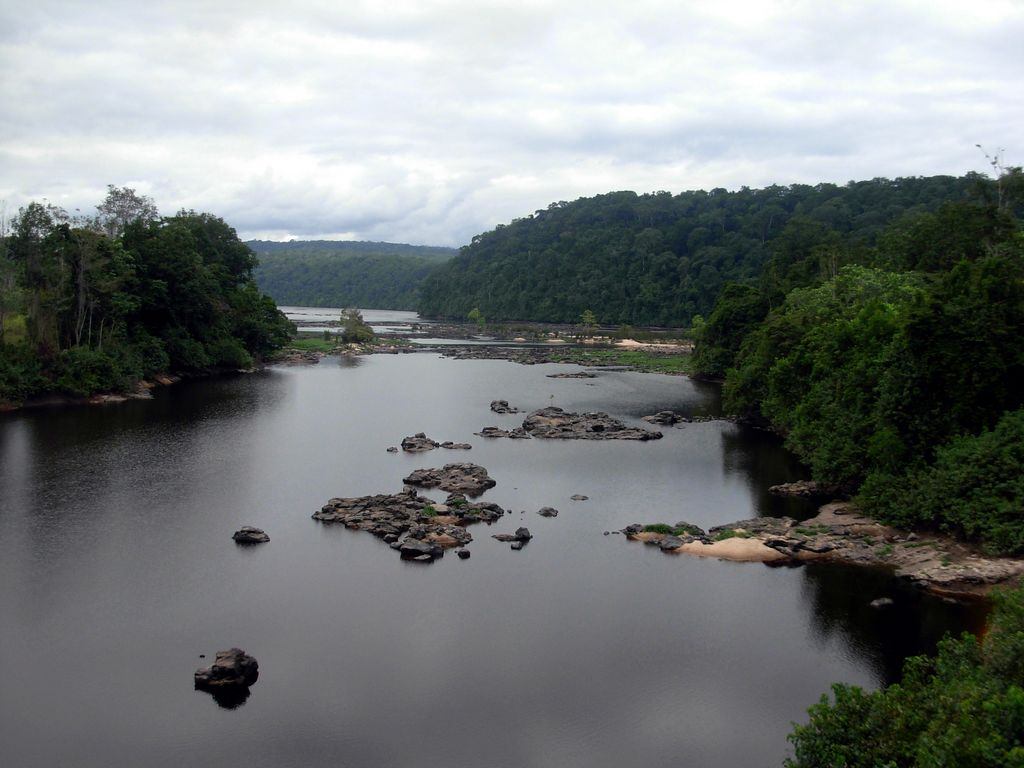
El río Ogooué

Gabón es el mayor productor mundial de okumé, una madera blanda que se utiliza para hacer contrachapado (triplay). A finales de la década de 1980, la tala anual de árboles en Gabón era aproximadamente de 3,8 millones de m³. El gobierno lleva a cabo programas de reforestación y conservación forestal. En 2006 la producción de madera fue de 4,03 millones de m³. La captura anual de pescado fue en 2005 de 43 941 toneladas.

### Minería
La minería ha experimentado un rápido desarrollo desde la independencia de Gabón en 1960. En 2004 la producción de mineral de manganeso de calidad superior fue de 1 090 000 toneladas. La ciudad de Moanda, al sureste del país, es conocida por las extracciones de este mineral. Los ricos depósitos de hierro de Mekambo y Bélinga, en el noreste, poseen reservas estimadas en más de 500 millones de toneladas. La explotación de este mineral se ve dificultada por la ausencia de una buena infraestructura de transportes, particularmente de transporte rodado. La producción anual de uranio era de unas 900 toneladas a finales de la década de 1980. El petróleo se extrae a lo largo de la costa y tierra adentro. En 2004 se produjeron 88 177 194 barriles. Las refinerías se encuentran en Port-Gentil y Point Clairette. También se produce una pequeña cantidad de oro (70 kg) y diamantes (100 000 quilates).

### Industria
Gabón posee un pequeño sector industrial; sus principales productos son petróleo refinado y artículos de madera. Otras manufacturas incluyen alimentos procesados, cerveza y cemento. En 2003 se generaron 1487 millones de kWh de electricidad. Alrededor del 65 % de la energía es de origen hidroeléctrico, producida principalmente en el embalse de Kinguele, cerca de Libreville.

### Moneda y comercio exterior
La moneda de Gabón es el franco CFA o franco de la comunidad financiera africana (en 2016, un dólar estadounidense equivale a 588 francos CFA). 
Las principales exportaciones de Gabón son petróleo crudo ($4,88MM), mineral de manganeso ($1,83MM), madera aserrada ($351M), hojas de chapa ($273M), y petróleo refinado ($163M), exportando principalmente a China ($3,4MM), Corea del Sur ($617M), Italia($576M), India ($527M), e Indonesia ($394M).
Las principales importaciones de Gabón son carne de ave ($99,6M), maquinaria de excavación ($62,7M), medicamentos envasados ($58,2M), coches ($57,6M), y camiones de entrega ($50,7M), importando principalmente desde China ($583M), Francia ($555M), Emiratos Árabes Unidos ($144M), Estados Unidos ($131M), y Bélgica ($96,7M).
China ha sido el mayor socio comercial de Gabón durante nueve años consecutivos. En 2022, el comercio bilateral alcanzó los 4.550 millones de dólares, un aumento interanual del 50,8 %. 
En 2018, Gabón y China firmaron un memorando de entendimiento sobre cooperación en el marco de la Iniciativa de la Franja y la Ruta, que crea oportunidades para diversificar la economía del país.

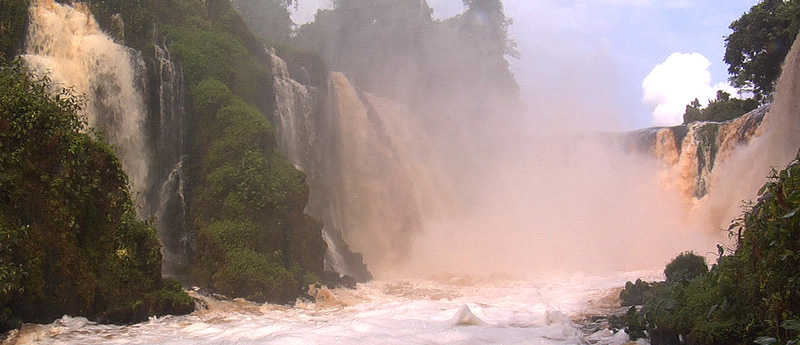
Las Cataratas de Kongou, Gabón

### Turismo
El turismo en Gabón es un sector de la economía del país que sigue estando subdesarrollado y tiene poca importancia económica, ya que representa un total del 0,15% del producto interior bruto del país.
El país cuenta con numerosos atractivos turísticos, como las playas del Golfo de Guinea y las cataratas del río Ogooué, sin olvidar la gran biodiversidad del país. El hospital fundado por el Dr. Albert Schweitzer en Lambaréné también atrae a muchos turistas.
En el país existen numerosos parques nacionales y reservas de fauna, creados a instancias del Presidente Omar Bongo en la década de 2003.

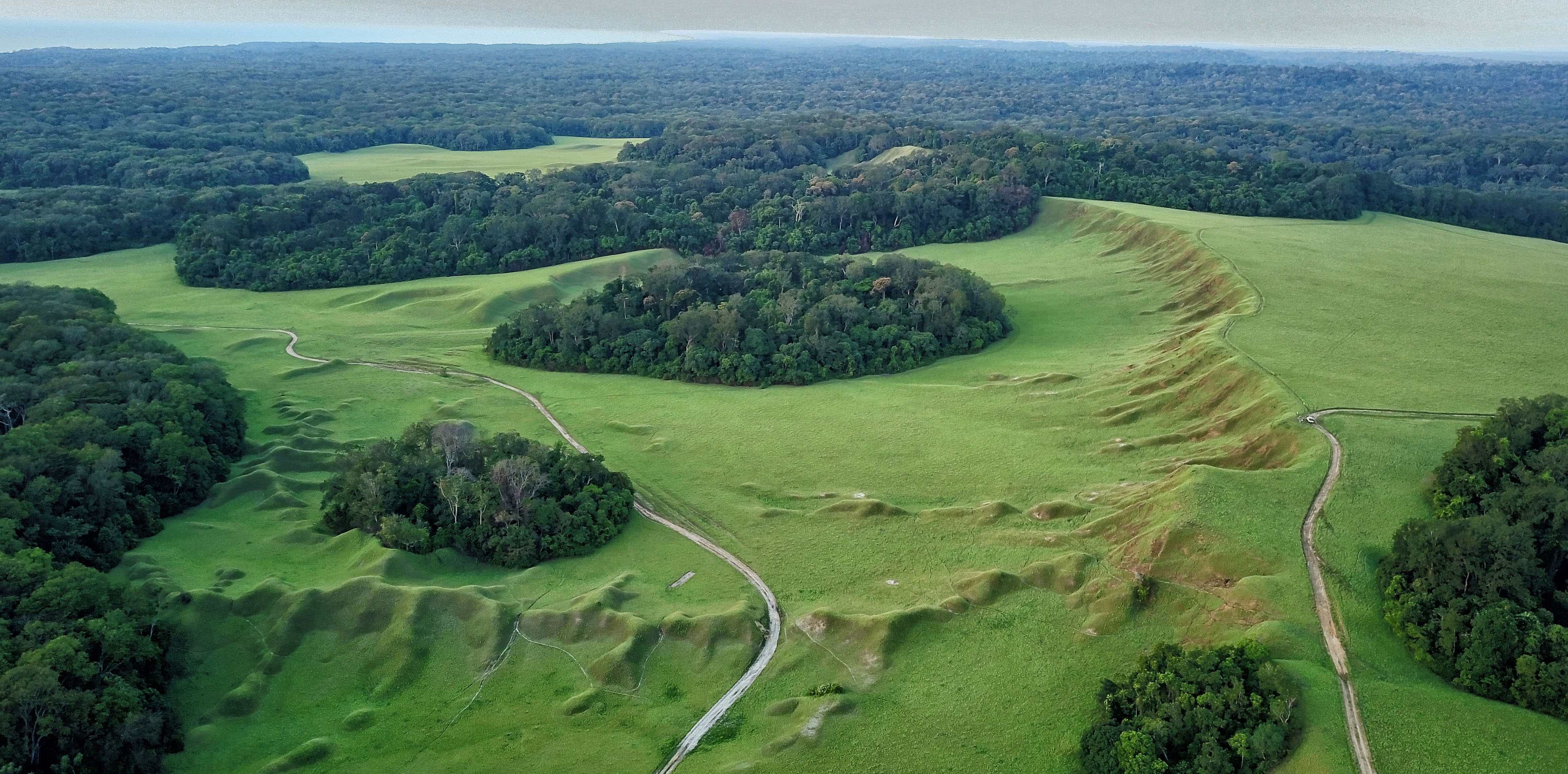
Los acantilados de Oyane (Les falaises d'Oyane)

La caza es también una actividad que contribuye a los ingresos del turismo, y es legal y está controlada en ciertas zonas del país de diciembre a septiembre.
Hasta la década de 2000, la contribución del turismo a los ingresos de Gabón estaba relegada a un segundo plano en el desarrollo del país, muy por detrás de la exportación de materias primas como el petróleo y la madera. Sin embargo, desde principios de los años 2000, el gobierno gabonés se esfuerza por desarrollar el sector mediante el desarrollo del turismo de lujo y de nicho, como las expediciones a la sabana y los safaris. En la Universidad de Libreville se puso en marcha por primera vez un posgrado en turismo.
Según algunos observadores, la corrupción es la principal causa de las dificultades a las que se enfrenta el turismo en muchos países. En el caso de Gabón, las deficientes infraestructuras y la falta de capacidad de alojamiento figuran entre las principales causas de la dificultad para establecer una industria turística viable y eficaz.

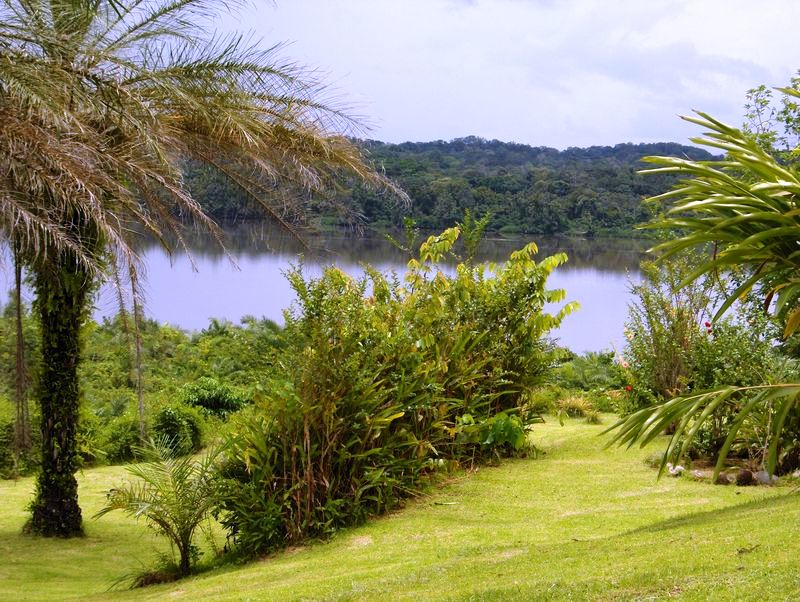
Lago en Kango, Gabón

El 4 de septiembre de 2002, en la Conferencia de las Naciones Unidas sobre el Desarrollo Sostenible, el presidente gabonés Omar Bongo anunció que el país preservaría el 10% de su territorio mediante la creación de una red de 13 parques nacionales.
Hoy, los parques cubren una superficie total de más de 25.000 km2 de tierra. Estos nuevos parques se están desarrollando para el ecoturismo, como alternativa económica a la explotación de los bosques gaboneses para la obtención de madera.
El proyecto de Omar Bongo fue aplaudido por Steven Sanderson, Presidente y director general de la Wildlife Conservation Society, que lo describió como uno de los actos más valientes de conservación de la naturaleza de los últimos 20 años.

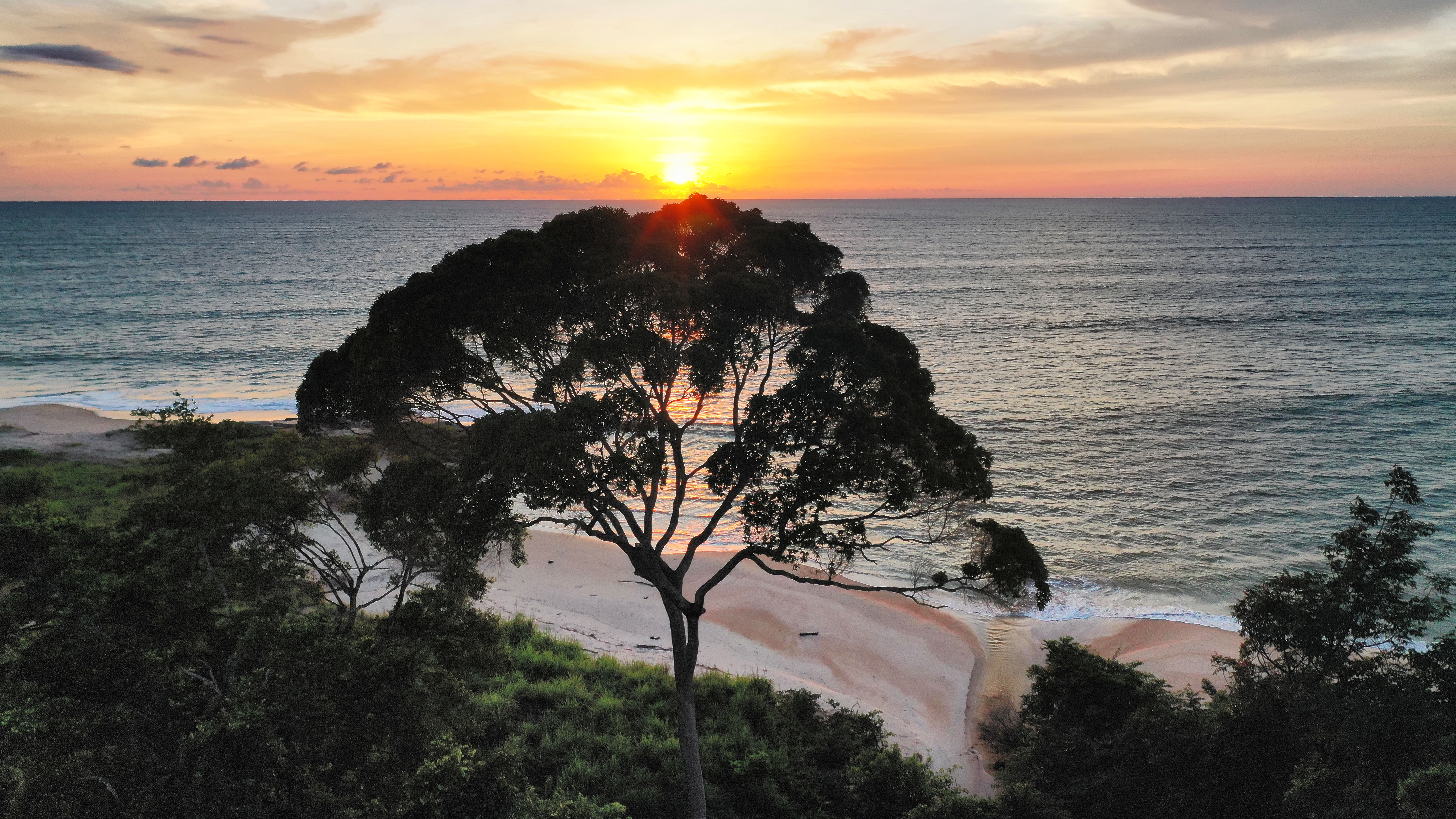
Atardecer en la costa de Gabón

En 2022, la proporción de zonas protegidas habrá aumentado a más del 25% del territorio nacional. Los 13 parques nacionales de Gabón abarcan desde las zonas costeras, donde los hipopótamos son el animal más común, hasta los bosques continentales del país, que albergan una gran población de gorilas, entre otros animales. La conservación de los gorilas es una cuestión importante para el turismo, ya que son animales simbólicos de África y de la vida salvaje, y son muy populares entre los turistas, que están dispuestos a pagar grandes sumas de dinero para admirarlos. Por ello, se han puesto en marcha varios planes de reintroducción y estudio de estos animales. La Agencia de Parques Nacionales de Gabón se creó en 2002 para gestionar la protección y administración de las distintas zonas protegidas del país.

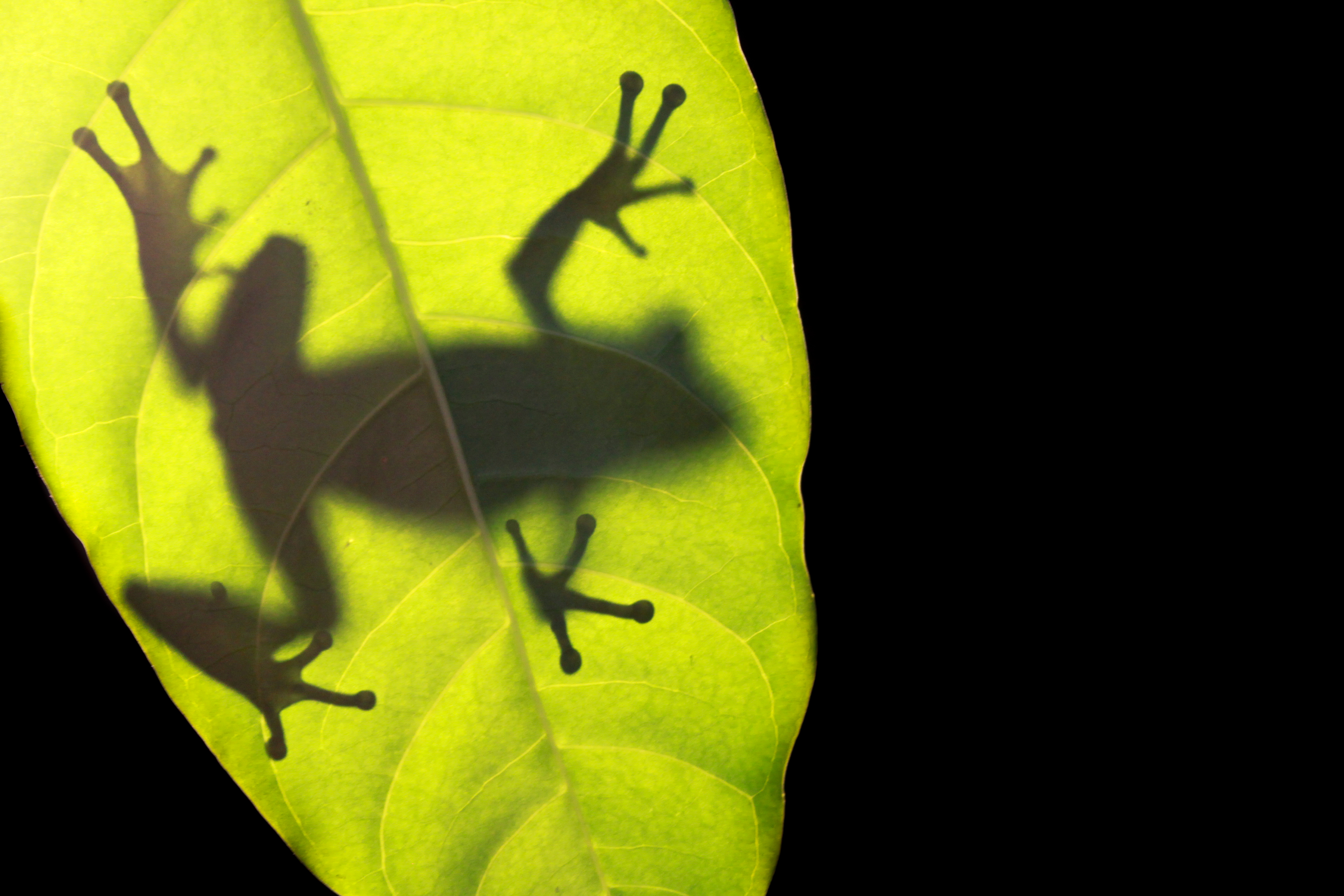
Rana en los bosques de Gabón

En 2000, Gabón contaba con unas 2.450 habitaciones de hotel. Aproximadamente 155.000 turistas atravesaron las fronteras del país ese año, y los ingresos del turismo rondaron los 7 millones de dólares. El año anterior, los ingresos relacionados con el turismo representaban entre el 1% y el 3% del producto interior bruto. En 2005, 526.000 turistas llegaron a Gabón y, en 2016, la contribución del turismo al producto interior bruto se estimó en un 0,15%
En 2002, el Departamento de Estado de EE. UU. estimó el coste medio diario de una estancia en la capital de Gabón, Libreville, en 182 dólares al día. En el resto del país, el gasto medio diario no supera los 70 dólares.
Los visitantes deben estar en posesión de un pasaporte y un visado, a menos que procedan de Francia, Alemania o algunos otros países africanos. También se exige un certificado de vacunación contra la fiebre amarilla para entrar en el país.

## Transporte
El predominio de los bosques en Gabón es tal que el problema del transporte, tanto de personas como de mercancías, es una cuestión crucial para el país y su economía. Las vías fluviales han sido siempre el principal medio de comunicación en la densa vegetación, ya que la navegación aérea es muy cara, la red de carreteras es limitada y el ferrocarril (el Transgabonais) se limita a una línea.
Por ello, el Ogooué sigue siendo una importante vía de comunicación para los okoumé y las dos principales ciudades del país, Libreville y Port-Gentil, no están conectadas por carretera, cuya construcción está prevista para 2017.

### Transporte por carretera
La densidad y calidad de la red de carreteras de Gabón es muy baja. África tiene la densidad más baja del mundo y la densidad de la red de Gabón es menos de la mitad que la del conjunto del continente (África 81,5km por 1000 km², Gabón 34,26). La red de carreteras se estima en 9.170 km, de los cuales aproximadamente el 10% están pavimentados (1.055 km); de estas carreteras pavimentadas, menos del 20% se consideran en buen estado.

### Transporte ferroviario
El ferrocarril Transgabonais, de 669 km, construido entre 1978 y 1986, se dedica principalmente a las materias primas extraídas en el este del país, en la región de Franceville. Permite transportar el mineral al puerto de Owendo. Su construcción también ha beneficiado a los madereros, ya que el tren "pesado", con hasta 270 vagones, es muy adecuado para el transporte pesado. La explotación del yacimiento de hierro de Bélinga debe ir acompañada de la creación de una nueva línea ferroviaria que una Bélinga con Booué, estación del ferrocarril transgabonés y puerta de entrada al parque nacional de Lopé.

### Transporte fluvial
El transporte fluvial se realiza principalmente desde los puertos de Owendo, cerca de Libreville, y Port-Gentil, ya que en ellos confluyen las mercancías de este país orientado al mar para su comercio exterior.

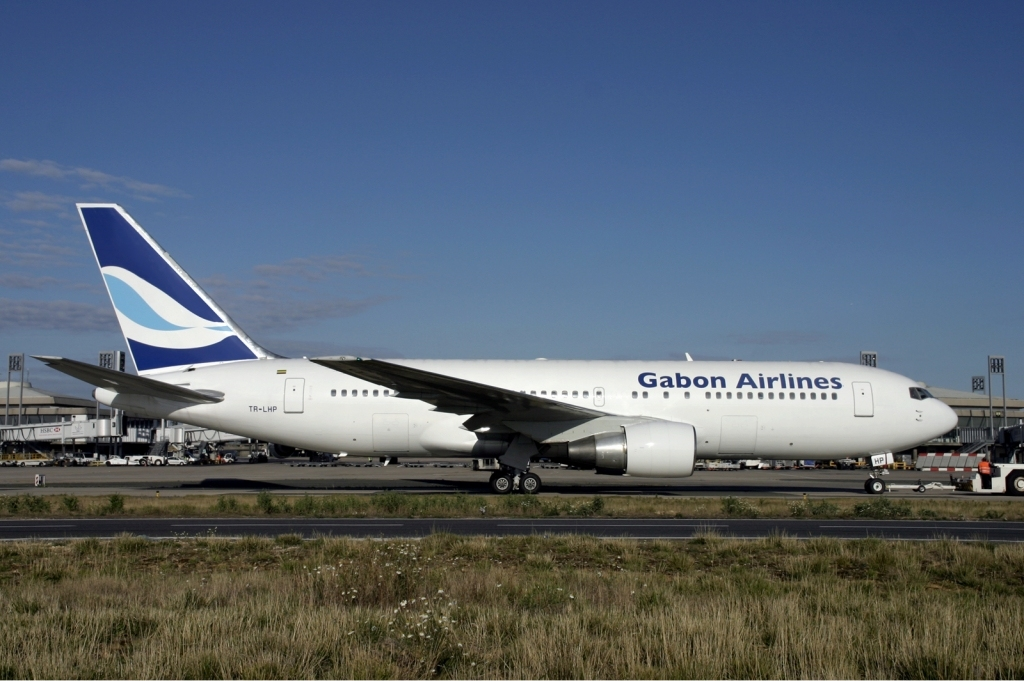
Boeing 767-200 de Gabon Airlines, la aerolínea de bandera del país

El transporte fluvial y marítimo de pasajeros se concentra esencialmente en los enlaces Libreville - Port-Gentil (vía marítima, debido a la ausencia de carreteras) y en los servicios regionales de la zona de los lagos (departamentos de Ogooué y Lagos) en torno a Lambaréné. La longitud de las vías navegables se estima en 1.600km en 2010.

### Transporte aéreo
Gabón dispone de tres aeropuertos internacionales: Libreville, Port-Gentil y Franceville, así como de sesenta aeródromos locales, treinta de los cuales son comerciales.

## Demografía

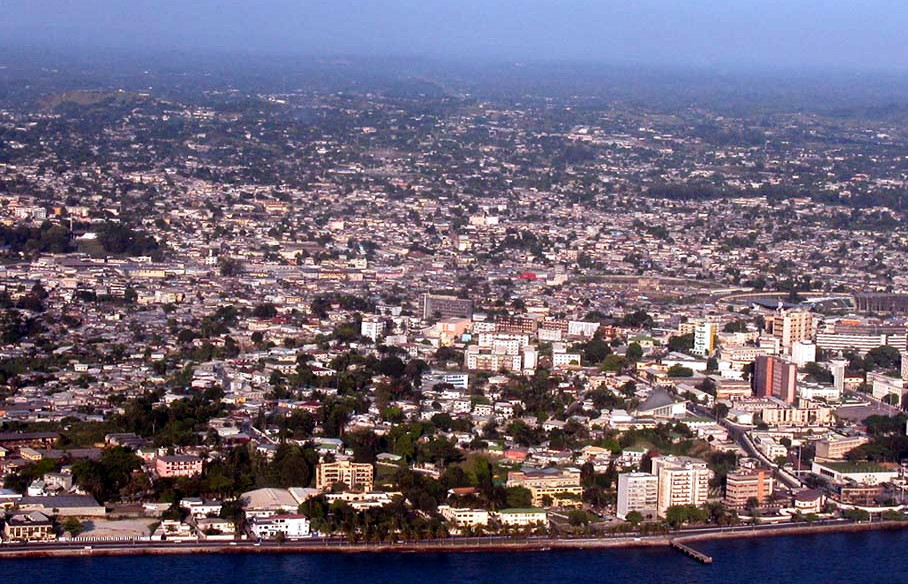
Libreville, capital del país

En el año 2013, Gabón tenía una población de 1 811 079 habitantes. El idioma oficial es el francés, aunque también hay minorías de habla inglesa, española y portuguesa. La esperanza de vida es de 62 años para los hombres y 64 para las mujeres. Un 87 % de la población vive en zonas urbanas, principalmente la capital Libreville, en cuya área metropolitana vive más de la mitad de la población del país. Aparte de la capital, la única ciudad que supera los 100 000 habitantes es Port-Gentil.
El 86.2 % de la población está alfabetizada. El promedio de hijos por mujer es de 5.64 y se calcula que el 4 % de la población está infectada con el VIH (sida).
Principal grupo étnico: fang. Los myene se consideran a sí mismos la aristocracia de Gabón. La composición étnica es: fang (35 %), bantúes (29 %), eshiras (25 %), otros africanos (1 %), blancos franceses (9 %) y otros blancos (1 %).

## Educación
La Universidad de Libreville, creada en 1970, tiene más de 4000 alumnos. Los ingresos por el petróleo mantienen importantes inversiones en sanidad, una de las mejores de África. La escolarización en Gabón es obligatoria para todos los niños entre los 6 y 16 años. En 2000, 265 714 alumnos asistían anualmente a las escuelas primarias y 101 681 estudiantes se inscribieron en las escuelas secundarias. Gabón cuenta con institutos técnicos y centros de formación del profesorado, así como con una universidad, la Universidad de Omar Bongo (1970).

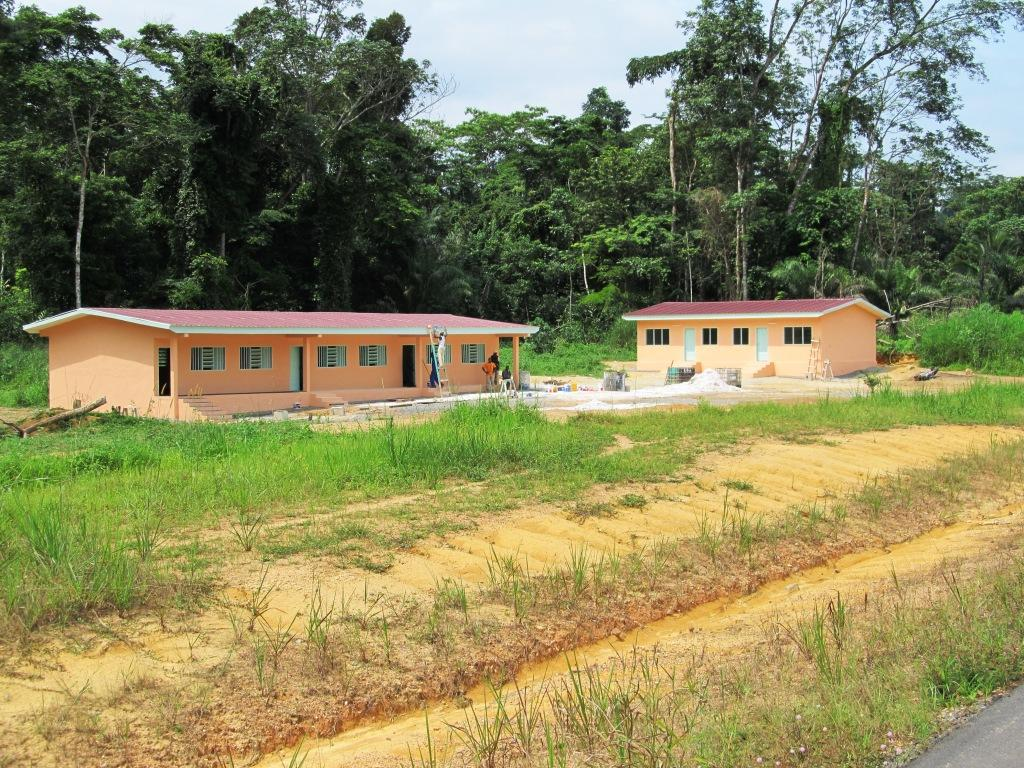
Escuela rural en Gabón

La educación preescolar es para niños de 3 a 5 años. Se imparte en las guarderías y en las secciones de educación preescolar de las escuelas primarias. La educación preescolar no es obligatoria.
Gabón se inscribe en la política de la UNESCO de promoción de la educación preescolar. Existe una clara tendencia a la matriculación en programas de aprendizaje preescolar o preescolar. El número de niños matriculados pasó del 5,6% en 1990 a casi el 42% en 1999. Esta tendencia continuó en la década de 2000, pero dependía en gran medida de programas e instituciones privadas.
Hasta 2002, la enseñanza primaria duraba seis años, divididos en tres ciclos de dos años cada uno. Desde el inicio del curso escolar 2003-2004, el ciclo elemental dura cinco años, divididos en tres subciclos: el ciclo de aprendizaje temprano (primer año); el ciclo de aprendizaje básico (segundo y tercer año); y el ciclo de aprendizaje avanzado (cuarto y quinto año). Los niños son admitidos a la edad de 6 años. La educación primaria es obligatoria, y el final del ciclo está marcado por la obtención del Certificat d'Etudes Primaires Elémentaires (CEPE).
El acceso a la enseñanza secundaria general, impartida en los collèges d'enseignement général y en los primeros ciclos de los lycées, está regulado por la sixième prueba de acceso. Está dirigido al grupo de edad de 12 a 16 años.
El segundo ciclo dura tres años (de seconde a terminale, literario o científico) y conduce al baccalauréat, que da acceso a la enseñanza superior.
La enseñanza técnica y profesional se imparte en los liceos profesionales, los liceos técnicos y la École nationale de commerce. También se puede acceder por oposición. Los cursos de formación profesional duran entre uno y tres años, y los estudiantes suelen haber terminado la educación primaria o proceder del final del segundo o quinto curso de secundaria (si han superado el curso). La formación conduce a la obtención de un certificado de formación profesional (CFP), un certificado de aptitud profesional (CAP) o un certificado de estudios profesionales (BEP).
Los estudios universitarios en Gabón duran de 2 a 8 años, repartidos en 2 años de grado (Licence 1, 2), 2 años de máster (Maîtrise) y 2 años de Doctorat.
Libreville cuenta con una institución para discapacitados y un centro de acogida para niños abandonados, 7 jardines de infancia gestionados por el Ministerio de Defensa, 4 jardines de infancia gestionados por el municipio de Libreville y varios jardines de infancia privados y laicos.
Gabón ha decidido educar a los pigmeos que viven en su territorio, sobre todo en sus bosques de la mitad oriental del país. Los sucesivos gobiernos han realizado un inventario de los recursos financieros necesarios para iniciar un programa de enseñanza adecuado que permita a esta comunidad gabonesa salir del analfabetismo. El inventario se realizó con la ayuda de la Organización de las Naciones Unidas para la Educación, la Ciencia y la Cultura (UNESCO). Según el Ministerio de Cultura y Educación Popular, el programa de educación de los pigmeos se beneficia no sólo del apoyo financiero y material del gobierno gabonés y de otros donantes como Canadá, sino también de la ayuda de las empresas madereras, implicadas en la deforestación abusiva. Según las estadísticas, todavía viven unos 120.000 pigmeos en la selva ecuatorial de África Central.

## Religión
Gabón es un país predominantemente cristiano (75% de la población total), Las denominaciones cristianas más seguidas son el: catolicismo 56 %, diversos grupos del protestantismo 17,7 %, otras denominaciones cristianas 9,6 %, islam 3,1 %, religiones tradicionales africanas 1,7 %, otras 11,9 %.
El cristianismo católico llegó a Gabón a través de los comerciantes portugueses a principios del siglo XVI. Los frailes capuchinos italianos establecieron misiones cristianas en el siglo XVII. La cooperación entre los misioneros portugueses y los frailes italianos terminó en el siglo XVIII, y los funcionarios portugueses expulsaron a los frailes capuchinos en 1777. A mediados del siglo XIX llegaron nuevas misiones, como la del Sagrado Corazón y la del Espíritu Santo, así como misiones protestantes procedentes de otros países de Europa. El catolicismo se estableció en Gabón con los esfuerzos coloniales portugueses en el siglo XVIII, y se convirtió en la principal confesión en 1900. Con el inicio del dominio colonial francés, las misiones cristianas de París llegaron entre los años 1890 y 1960. A partir de mediados del siglo XX se establecieron algunas iglesias evangélicas.

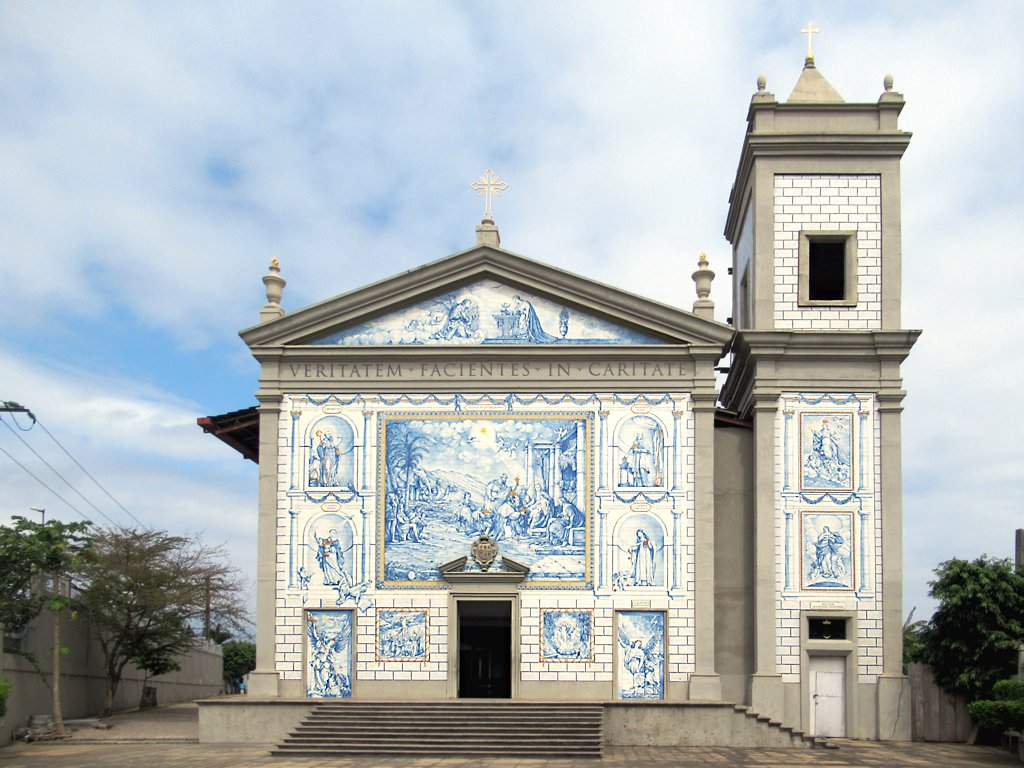
Iglesia de Nuestra Señora de Lourdes

Los Babongo son un pueblo de la selva de Gabón, en la costa occidental del África ecuatorial. Son los originarios de la religión bwiti. Otros pueblos de Gabón han combinado las prácticas tradicionales bwiti con el animismo y los conceptos cristianos para producir una forma moderna de bwiti muy diferente. Los rituales bwiti forman parte de la iniciación en el pueblo babongo. La vida de los babongos está muy ritualizada a través de la danza, la música y las ceremonias asociadas a las fuerzas naturales y los animales de la selva. Hay misioneros extranjeros en el país.
El Islam ha tenido una pequeña presencia en Gabón, con un 10% de la población que sigue la práctica suní. El expresidente Omar Bongo se convirtió al Islam en 1973 tras una visita a Libia. Bajo el gobierno monopartidista de Bongo, Gabón entró en la Organización de Cooperación Islámica en 1974. Gabón reintrodujo la democracia multipartidista en 1993, aunque Bongo siguió siendo presidente hasta su muerte en 2009, tras la cual le sucedió su hijo, también musulmán.
La Constitución establece la libertad de religión, y el gobierno generalmente respeta este derecho en la práctica. El gobierno de EE. UU. no recibió ningún informe sobre abusos sociales o discriminación basada en creencias o prácticas religiosas durante 2007.
El 3 de febrero de 2016, la República Gabonesa concedió el reconocimiento oficial a la Iglesia ortodoxa local, incluyendo planes para erigir la primera iglesia ortodoxa en la capital, Libreville.

## Bienestar social
El país carece de sistema de cobertura sanitaria. Los trabajadores que cotizan a la seguridad social no tienen las ventajas que se encuentran en los países desarrollados que aplican el mismo sistema. Así mismo, la mayoría (para no decir la totalidad) de los tratamientos médicos no están cubiertos. Desde la simple consulta, hasta los tratamientos más elaborados (VIH, cáncer, etc.) son cobrados.
El país dispone de escuelas y centros de formación, reconocidos tanto al nivel nacional como internacional. Existen instituciones internacionales que proponen una formación adecuada y que trabajan en estrecha colaboración con las instituciones, embajadas de países extranjeros y centros culturales. Dado que se trata de centros privados, su acceso es restringido a una gran parte de la población, que tiene que conformarse con la formación ofrecida por la Universidad Omar Bongo Ondimba, siendo la única en ofrecer matrículas baratas, no habiendo Educación Superior gratuita.

## Cultura

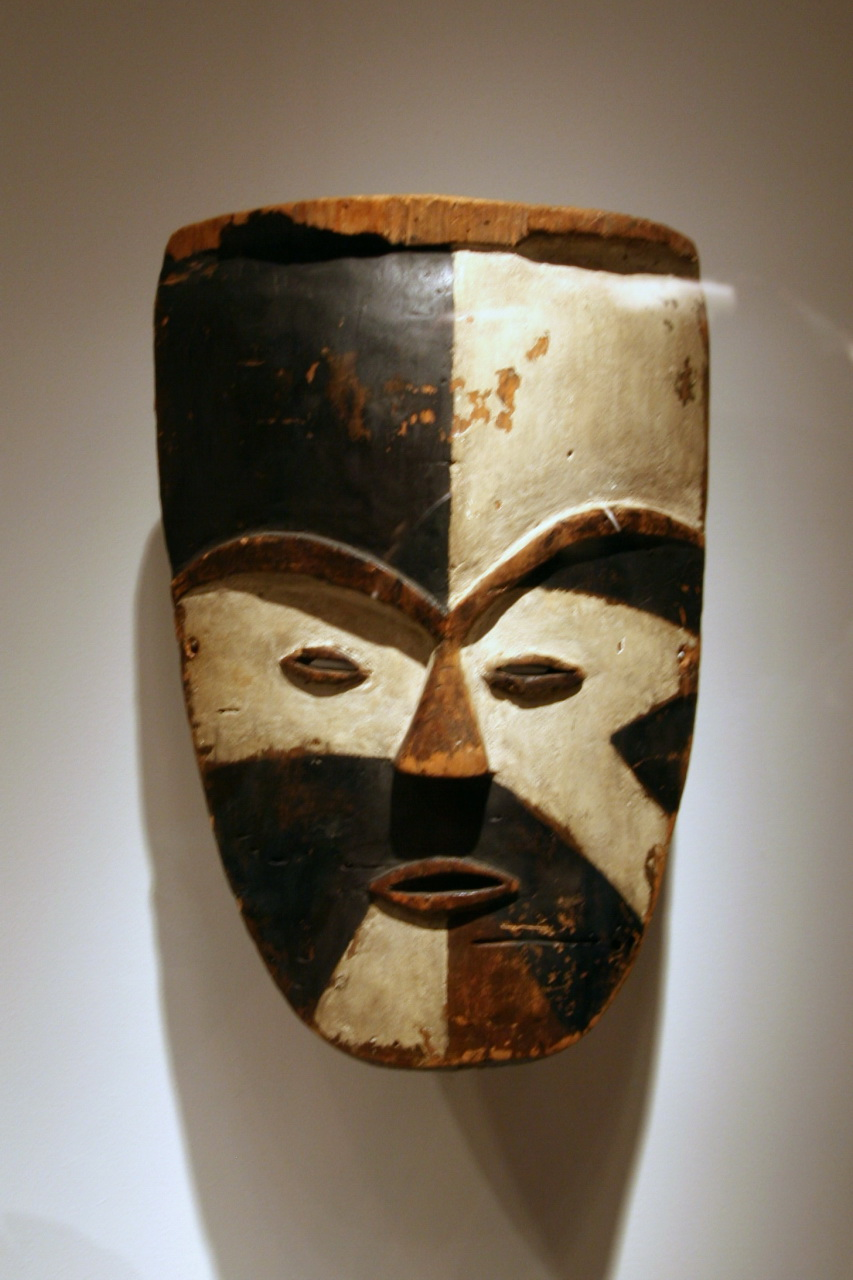
Máscara gabonesa

La música gabonesa es poco conocida en comparación con los gigantes regiones como la República Democrática del Congo y Camerún.
Algunos artistas de Gabón son: Ndong Mboula, Patience Dabany, Georges Oyendze, La Rose Mbadou, Sylvain Avara, Antombo Langangui, Oliver N'Goma, Pierre Akendegue, Annie-Flore Batchiellilys y François Ngoua.
Entre los escritores encontramos: Jean-Baptiste Abessolo y Angèle Rawiri y entre los cineastas destaca Imunga Ivanga, especializado en documentales acerca de la problemática de su país.
El Día de la Independencia (Jour de l'indépendance) es fiesta nacional y se celebra el 17 de agosto.

### Máscaras
Las máscaras tradicionales siempre han desempeñado un papel importante en la cultura gabonesa. Cada etnia tiene las suyas propias, dedicadas a diversas ceremonias importantes para el ritmo de vida de estas poblaciones.

La máscara Azoku es una de las máscaras tradicionales gabonesas. Se trata de la máscara de la etnia Bekwil (también conocida como Bakwele). Esta máscara tiene forma de casco de dos caras. Mide 34 cm de diámetro y 50 cm de altura. Es de madera blanda, está pintada de negro y rojo sobre fondo blanco y decorada con plumas de ave. El Azoku es una máscara utilizada durante el día en los pueblos para detectar a los brujos, para las ceremonias que acompañan a la circuncisión y, sin duda, también en la sociedad de regulación social masculina "Mungala".

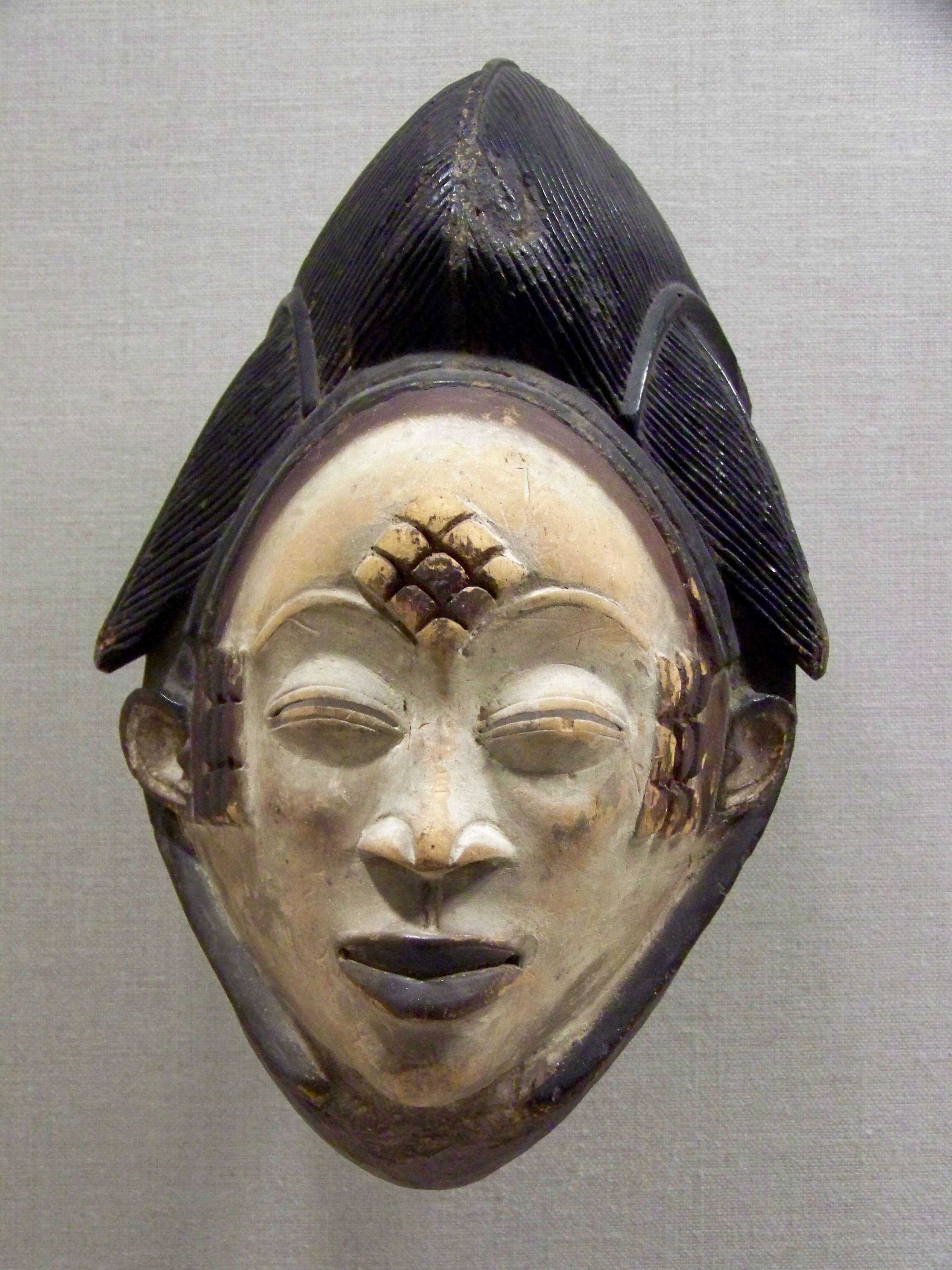
Máscara de danza Mukudji, del pueblo Punu.

La máscara Bodi es una máscara tradicional gabonesa de la etnia Pove de la provincia de Ogooué-Lolo (Gabón). Cada pueblo tiene su propia máscara con un nombre específico. El clan Nzobè creó esta máscara. La parte superior de la máscara mide alrededor de 1 m y su circunferencia es de 2 m. La altura hasta el tocado de plumas corresponde a la estatura media de un hombre (alrededor de 1,60 m). Está hecho de rafia y "musètè", una enredadera que crece en el bosque primario. La tela roja y negra de la parte superior está hecha de rafia de colores y decorada con conchas. Las plumas de la cabeza son las del águila, llamada "mbéla" en pové. Esta máscara la llevan los hombres. Se lleva por la noche, en el pueblo, durante las ceremonias organizadas con motivo de un funeral o la llegada de un personaje importante. Puede utilizarse para ''proteger'' de las brujas a los hijos de una mujer que ha perdido uno en la infancia.
La máscara Ekekek es una máscara tradicional gabonesa de la etnia fang de la región de Woleu-Ntem, en Gabón. Mide 48 cm de alto, 27 cm de ancho y 23 cm de profundidad. Es de color blanco, rojo y negro. Está tallada en madera blanda, su tocado es de plumas y su traje de rafia tejida. Esta máscara se utiliza para la danza "Ekekek" del mismo nombre en Woleu-Ntem. La danza "Ekekek" es una danza de entretenimiento que tiene lugar durante el día, en el patio del pueblo, para asustar a las mujeres y los niños. Sólo se baila con este fin.Se ejecuta al son de instrumentos de percusión. Una máscara del mismo tipo aparece en la danza "Minkuk" de Estuaire, Moyen-Ogooué y Ogooué-Ivindo. El bailarín, un hombre, imita a un ser aterrador que se desplaza con una espada de madera.

### Música
La música de Gabón incluye varios estilos folclóricos y pop. La artista pop gabonesa Patience Dabany, que ahora vive en Estados Unidos, produce álbumes grabados en Los Ángeles con un elemento distintivo gabonés; que creó un estilo popular en toda el África francófona. Otros músicos son los guitarristas Georges Oyendze, La Rose Mbadou y Sylvain Avara, y el cantante Oliver N'Goma. El rock y el hip hop importados de Estados Unidos son populares en Gabón, así como la rumba, la makossa y el soukous.
El himno nacional de Gabón es "La Concorde", escrito y compuesto por Georges Aleka Damas y adoptado en 1960 tras la independencia.
La población de Gabón, estimada en 1.640.286 habitantes, de los cuales el 42% son menores de edad (estimación de julio de 2013), incluye cuatro grandes agrupaciones bantúes: los fang, los punu, los nzebi y los obamba.
Para el etnógrafo francés Barabe, Gabón "es para África lo que el Tíbet es para Asia, el centro espiritual de las iniciaciones religiosas". debido a la música sagrada de los Bwiti, la doctrina religiosa dominante en el país, atribuida en varias ocasiones a los Fang y a los Mitsogho, que implica el uso de la iboga.

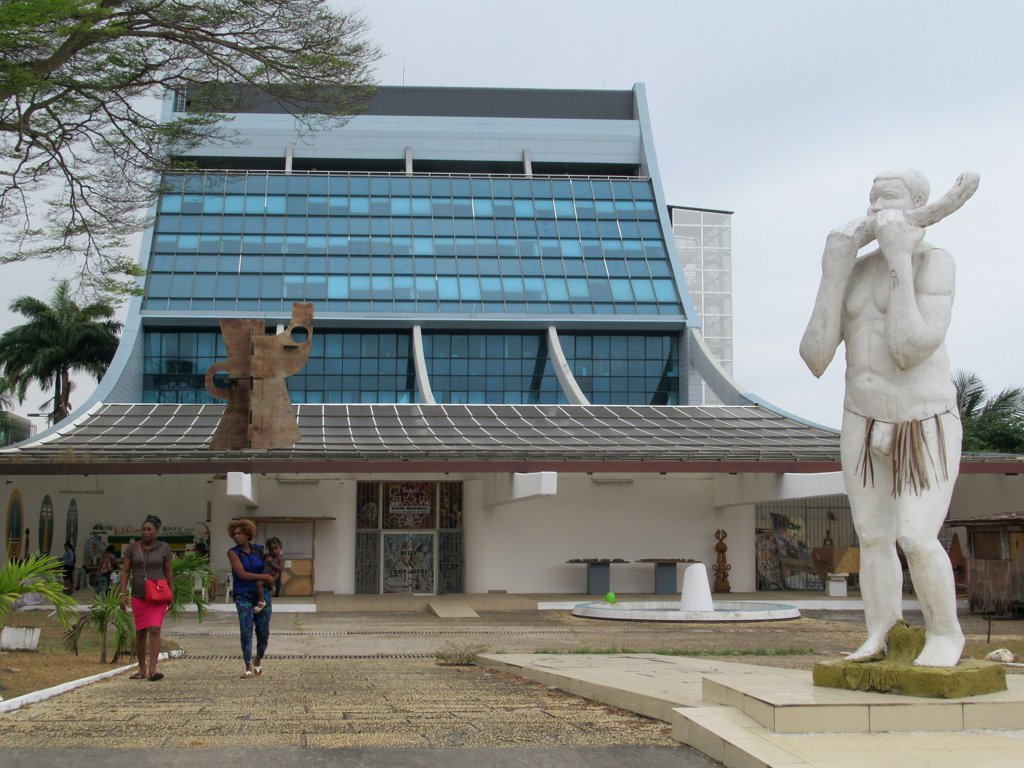
Museo nacional de las Artes y Tradiciones de Gabón (Musee National des Artes et des Traditions)

Entre los instrumentos folclóricos gaboneses se encuentra la obala.
La historia de la música moderna gabonesa no comenzó hasta aproximadamente 1974, cuando el guitarrista y cantante ciego Pierre Akendengué publicó su primer álbum. Se formó clásicamente en Europa, y sus composiciones reflejan la influencia de la música clásica occidental. La carrera europea de Akendengué comenzó tras ser tratado de una enfermedad ocular en un hospital de París. Se quedó y estudió en el Petit Conservatoire. En la década de los setenta, estaba al frente de una ola de estrellas de la música africana francófona, que comenzó con el lanzamiento de Nandipo en 1974. Akendegue contó con el apoyo de Pierre Barouh, un hombre poderoso en la industria musical francesa, responsable de lanzar las carreras de Brigitte Fontaine y Jacques Higelin, entre otros. Akendegue llegó a ser considerado un portavoz del pueblo gabonés y de los pobres y desposeídos de toda África. Tras pasar veinte años en Francia, Akendegue regresó a Gabón a pesar de la preocupación por la censura gubernamental de su música. Acabó siendo nombrado asesor del gobierno.
En la década de 1980 se creó la emisora de radio África n.º 1, dedicada a la música africana, y se abrió el primer estudio de grabación gabonés, el Studio Mademba. Músicos de toda África e incluso del Caribe viajaron a Libreville para grabar.

### Cine
Al igual que el de otros países africanos, el cine gabonés se resiente de la falta de recursos financieros, del escaso número de salas de proyección disponibles en el país (que, por otra parte, prefieren proyectar grandes producciones comerciales) y de la falta de público. Sigue siendo en el Instituto Francés de Gabón (antiguo "Centro Cultural Francés de Libreville "), que dispone de una sala de proyección, donde es más probable ver una película gabonesa.
No obstante, desde los años setenta se han producido varias películas, principalmente cortometrajes. Varios cineastas gaboneses han sido premiados en el Festival Panafricano de Cine y Televisión de Uagadugú (FESPACO). Entre ellos, Philippe Mory, que dirigió el primer largometraje gabonés, Les tam-tams se sont tus, en 1971. Considerado precursor y padre del cine gabonés, interpretó su primer papel importante en la película francesa de Michel Drach On n'enterre pas le dimanche (Prix Louis-Delluc 1959), que le convirtió en una estrella internacional. Fue el primer actor africano negro que interpretó un papel protagonista en una película francesa.
FESPACO también reconoció a Pierre-Marie Dong en 1972 y 1973 por sus cortometrajes, a Imunga Ivanga por su película Dolè y a Henri Joseph Koumba Bibidi por Les couilles de l'éléphant (mejor música) en 2001; esta última película fue un éxito de ventas en África, distribuida en al menos otros ocho países. Imunga Ivanga ganó el Tanit de Oro en el Festival de Cine de Cartago (JCC) por Dolè. En 2013, el FESPACO dedicó una jornada a una retrospectiva del cine gabonés.
Una telenovela producida en 1994 para la televisión gabonesa, L'Auberge du Salut, fue un verdadero éxito en el país y se ha emitido en otros países africanos (Costa de Marfil y Burkina Faso).
El CENACI (Centre National du Cinéma gabonais), que en 2010 se convirtió en IGIS (Institut Gabonais de l'Image et du Son), dirigido hasta 2009 por Charles Mensah y después por Imunga Ivanga, trabaja para apoyar la producción de películas de directores gaboneses.

### Literatura
Como muchos países africanos hasta el siglo XX, la literatura gabonesa se basaba esencialmente en una rica tradición oral que incluye un corpus de fábulas, leyendas, cuentos y epopeyas como la epopeya Mvett entre los fang o la Ingwala entre los nzebi, que algunos narradores antiguos y modernos se esfuerzan por mantener viva. Las epopeyas fang, por ejemplo, han sido transcritas y traducidas por Philippe Tsira Ndong Ndoutoume, Daniel Assoumou Ndoutoume y Herbert Pepper, cuyas obras se han convertido en indispensables para el conocimiento y el estudio del Mvett. Vincent de Paul Nyonda, más conocido como dramaturgo, es autor de un popular relato mítico de la etnia gisir titulado Épopée Mulombi (1987). El poeta y novelista Maurice Okoumba-Nkoghe pasó a la posteridad el relato Olende: Une épopée du Gabon (1989), basado en una de las doce ramas del olende, la de los "fantasmas". Se trata de una búsqueda iniciática del amor y la verdad en los mundos visible e invisible, para descubrir las leyes fundamentales de la vida. Okoumba-Nkoghe es también autor de la epopeya Nzébi (2001), que traza la génesis de este pueblo centroafricano.
En el ámbito de los cuentos y leyendas, el Reverendo Padre Henri Trilles y André Raponda-Walker (1871-1968) publicaron sendas antologías de cuentos gaboneses, recopilados a lo largo de su dilatada vida entre los gaboneses. Otros innumerables autores han continuado la labor de recopilación de la literatura oral gabonesa: Jean-Martin Nzamba, Contes et débats traditionnels chez les punu, presenta el uso de los cuentos en el contexto del duelo y el matrimonio tradicional; Nza Mateki, Contes autour du feu (2004); Estelle Florence Ondo, Les Contes du soir (2012). Esta historia nos invita a prestar mucha atención a los sonidos de la noche y del bosque, tan llenos de significado. En la isla y en la sabana, conviven personas y animales, con sus diferentes caracteres: crueldad, ternura, astucia.
En estos cuentos, imaginados o inspirados en las tradiciones orales de los fang, la fantasía se mezcla con el humor para deleite de la comunidad. Mythes et légendes fang (2009), de Paulin Nguema-Obam, ofrece una hermenéutica del mito fundador del pueblo fang basado en "Eyo", cuyo aliento dio origen a "Aki Ngos", el huevo de cobre que, al estallar, dio origen a la vida. El texto también analiza las leyendas de Ngourangourane y Ozamboga, que son recuerdos simbólicos de la migración de los fang. La cultura fang nació en Ozamboga con la creación del consejo de sabios y la celebración del culto a los antepasados. La condición humana proporciona el mito de Evu que rige todas las creencias fang. Los dioses y los espíritus celestiales están ausentes de los mitos y leyendas fang. El hombre ocupa el centro del escenario. Para los fang, los mitos y leyendas no cuentan la historia de los dioses, sino la del hombre y los antepasados.
Entre los Punu, el narrador Mabik-ma-Kombil ha trabajado sobre el origen de una importante tradición oral africana: el Ngongo des initiés en homenaje a los dolientes de Gabón. La tradición de la "oralidad" está muy presente en la música gabonesa a través de narradores y bardos antiguos; Es especialmente frecuente entre artistas como Pierre-Claver Akendengue, Pierre-Claver Zeng, Hilarion Nguema, Jean-Christian Mackaya, alias Mackjoss, Annie-Flore Batchiellilys, François Ngwa, Alexis Abessole, Prospère Nzé, Tita Nzébi, que utilizan la música como medio de transmisión de la cultura antigua y de los ideales políticos y filosóficos.
Continuando la tradición oral, la literatura gabonesa surgió a través de la poesía (Ndouna Dépénaud, Wisi Magangue-Ma-Mbuju, Georges Rawiri, Moïse Nkoghe Mvé). Los escritores se volcaron en el género de la novela a partir de los años setenta y sobre todo en los ochenta, culminando en 1985 con la publicación de Au bout du silence, de Laurent Owondo. Laurent Owondo es, con diferencia, el mejor escritor gabonés por la pureza de su escritura y la profundidad filosófica de los temas abordados en su obra, pero también es un dramaturgo de talento.
En 1990 se publicó su obra La folle du gouverneur (La loca del gobernador), concebida durante una residencia de escritura en Limoges (Francia). Otros autores aparecieron con historias que abordaban temas sociopolíticos y feministas, examinando el lugar de la mujer en la sociedad africana. Entre ellos figuran Histoire d'un enfant trouvé, de Robert Zotoumbat; Fureurs et cris de femmes, de Angèle Rawiri (1989); Parole de vivant, de Auguste Moussirou-Mouyama (1992), y L'enfant des masques, de Ludovic Obiang (1999). Jean Divassa Nyama está demostrando ser uno de los autores más prolíficos de la nueva generación, cuyas novelas han gozado de éxito nacional e internacional.

### Gastronomía
La cocina gabonesa es el conjunto de tradiciones culinarias, prácticas, alimentos y platos asociados a Gabón. La cocina francesa tiene una notable influencia, y en las grandes ciudades se pueden degustar varias especialidades francesas. En las zonas rurales, se suelen utilizar alimentos básicos como la mandioca, el arroz y el ñame.
Las carnes, cuando están disponibles, incluyen el pollo y el pescado, y carnes de animales salvajes como el antílope, el jabalí y el mono. A menudo se utilizan salsas, siendo un ejemplo común la pasta de berbere picante.
Las frutas incluyen plátanos, papayas, guayabas, mangos, piñas, cocos, aguacates y cacahuetes. También se utilizan plátanos, tomates, maíz y berenjenas.

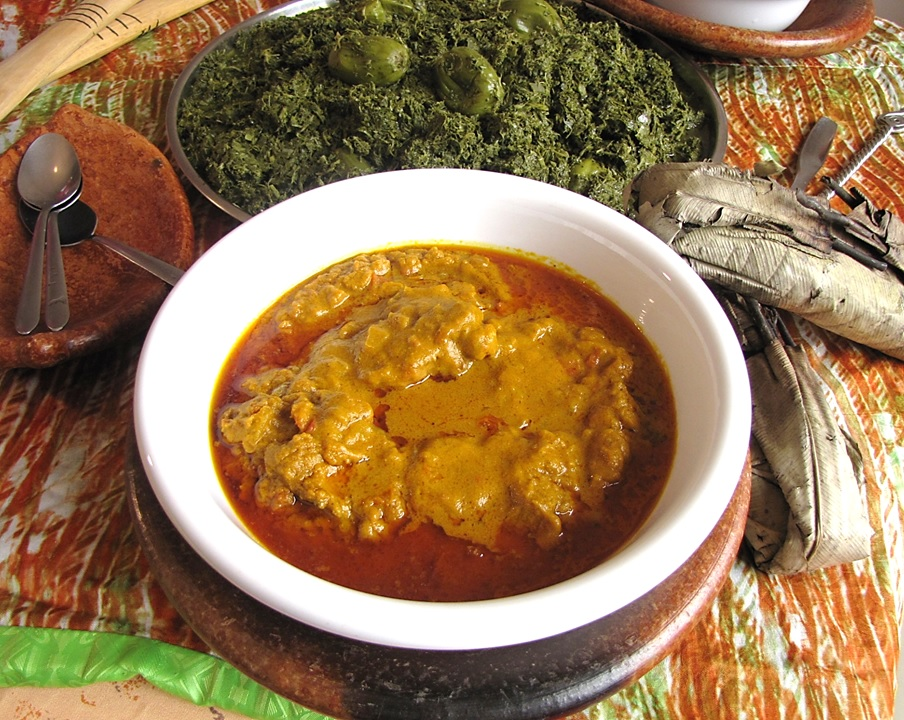
El Moambe es un plato típico de varios países africanos incluyendo Gabón

Otros platos típicos de Gabón incluyen
- La atanga (Dacryodes edulis), a veces llamada "mantequilla de arbusto", es una fruta firme que se hierve y se suele utilizar para untar en el pan.[113]
- Los beignets, una masa frita, son muy comunes.[113]
- Brochetas.[113]
- Carne seca, sobre todo en las zonas rurales.[113]
- Fufu, plato a base de mandioca machacada.
- Nyembwe, pollo con piñones.
- Pollo a la mostaza con ajo, cebolla y zumo de limón.
- Guisos de carne.[114]
- Marisco.
- Pescado ahumado.
- Plátanos al horno, rebozados con pan rallado y servidos con crema agria y azúcar morena.[114]
- Gari, harina de mandioca preparada como gachas.[116]
- Plátanos enteros, machacados y triturados.[114]

## Deporte

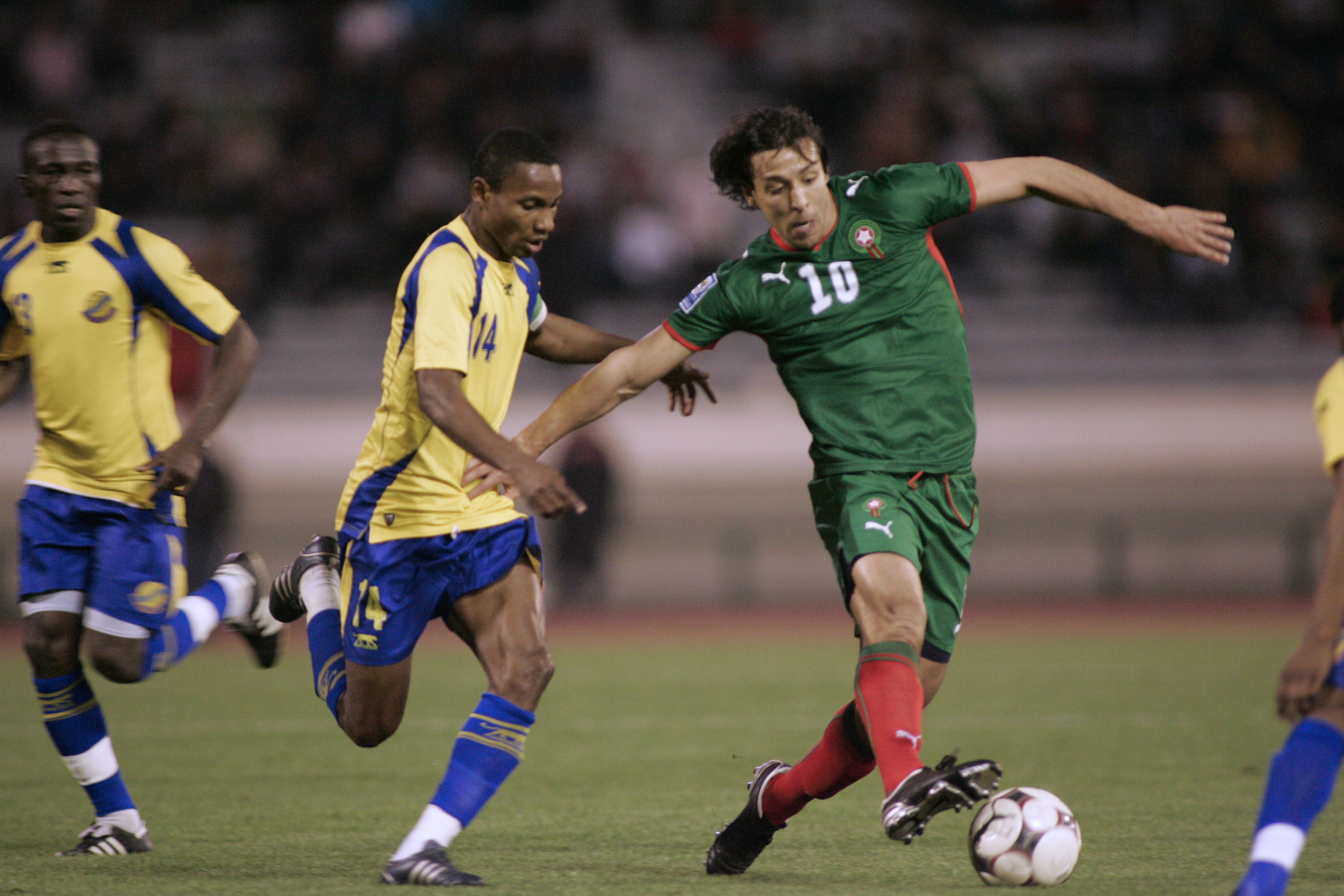
Partido de Fútbol entre las selecciones de Gabón y Marruecos

El deporte más popular del país africano es el fútbol, siendo Pierre Emerick Aubameyang el deportista más destacado que ha salido del país. Además, es el máximo goleador en la selección de fútbol, con 27 goles.
La Federación Gabonesa de Fútbol (FEGAFOOT) es una asociación fundada en 1962. Organiza las competiciones nacionales y los partidos internacionales de la selección nacional de Gabón. Está afiliada a la FIFA desde 1963 y es miembro de la CAF desde 1986.
Uno de los miembros fundadores en 1962 fue Augustin Chango, quien también tuvo el honor de ser el primer presidente de la Federación Gabonesa de Fútbol. Augustin Chango era entonces a la vez Presidente de la Federación Gabonesa de Fútbol y Presidente de la Liga de Fútbol de Estuaire. De hecho, en aquella época, no era raro ver al equipo de Libreville hacer las veces de selección nacional.
Muchos de los dirigentes de la Liga de Fútbol del Estuaire figuraban también entre los miembros fundadores de la Federación Gabonesa de Fútbol: Albert Nkoghe Bekale, Georges Gnambault, Anguilé, Joseph Makosso, Paul Mamadou Ndiaye Emane, Jules Owanlele, Richard Ambouroue, Auguste Walker, Adrien Adjaeno y otros.
Entre los primeros jugadores de 1962 estaban Martin Ossey, Aristide Posso y Lamine Diop.